# 霓虹燈招牌

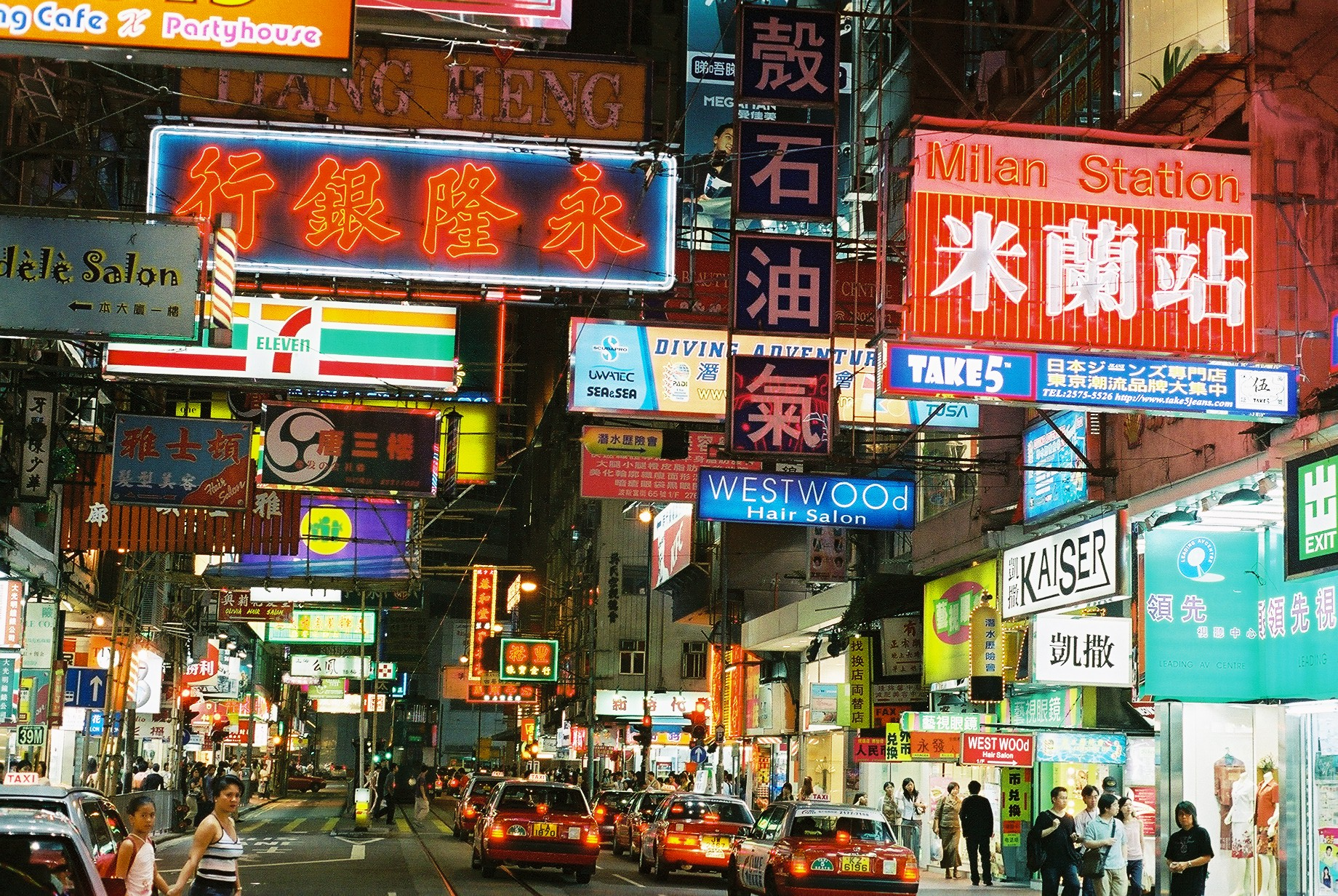
香港銅鑼灣波斯富街

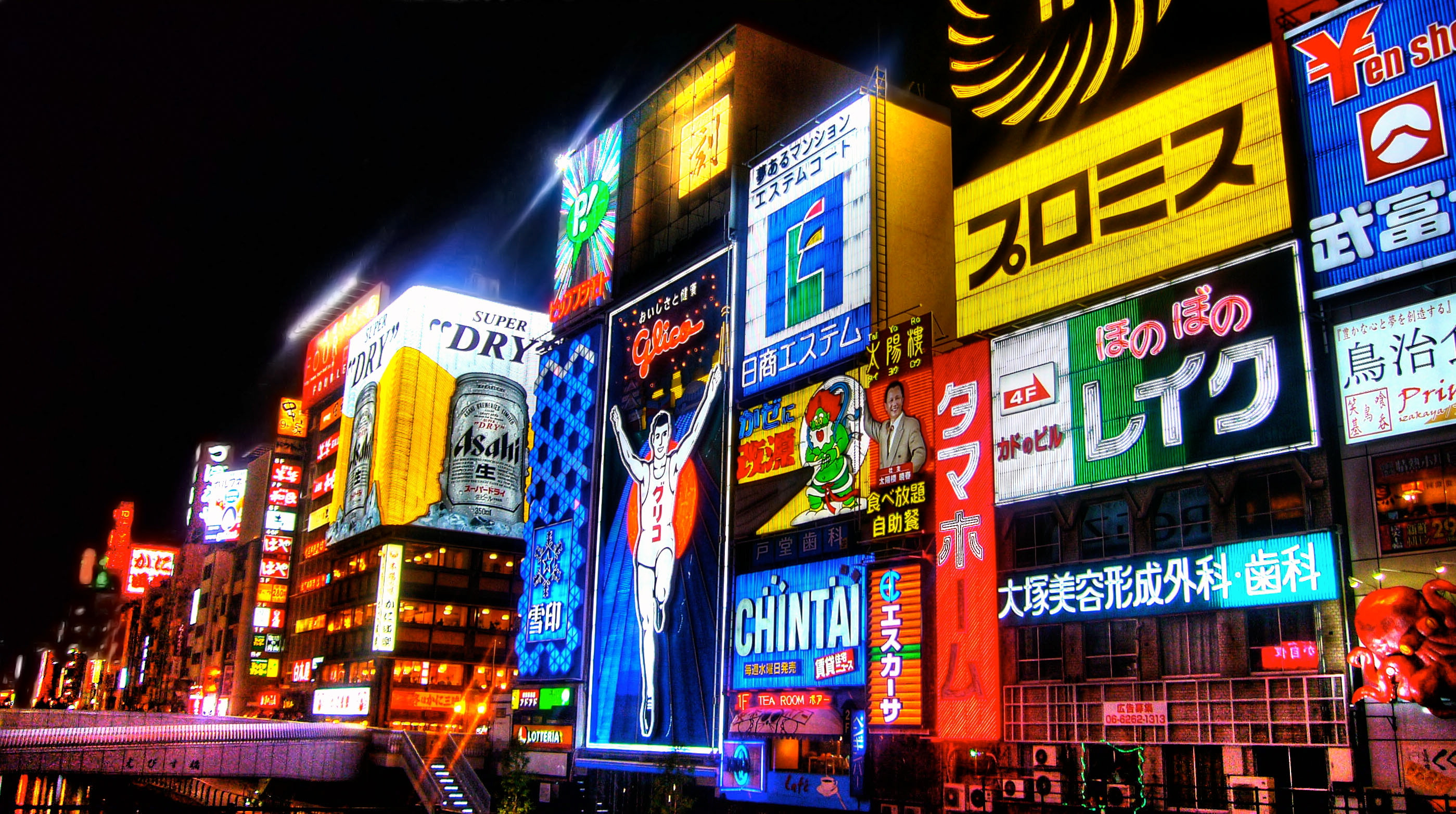
日本大阪道頓堀

香港灣仔春園街大金龍（已拆卸）

城市霓虹灯招牌属于一种特殊的大型氖灯。管內氣體的實際成份為99.5%氖氣及0.5%氬氣，比純氖氣有較低的運作電壓。霓虹燈是一種內含氣體的燈，通常用於廣告或招牌等用途。 “霓虹灯”是半英语音译：“霓虹”发音近似于英语的“neon”（氖）并在汉语裏有彩虹的含义。

## 原理及步驟
製作霓虹燈光管的要點：

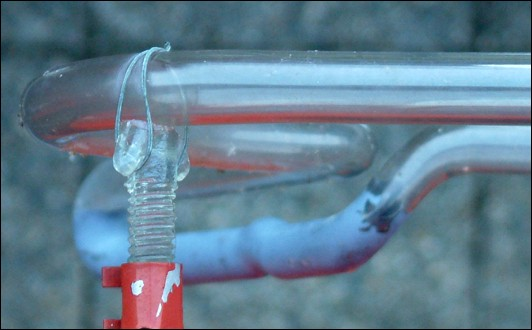
在透明玻璃管充滿氖氣組成霓虹光管

1. 師傅首先因應製成品顏色，有需要時選用適當螢光粉塗在玻璃管內；
2. 之後將玻璃管加熱，屈曲成客人訂製的圖案或文字；
3. 然後再封好玻璃管的兩端，抽走空氣及加入不同氣體（氦、氖、氬、氪或氙），使其發出不同顏色的光線。

## 設計

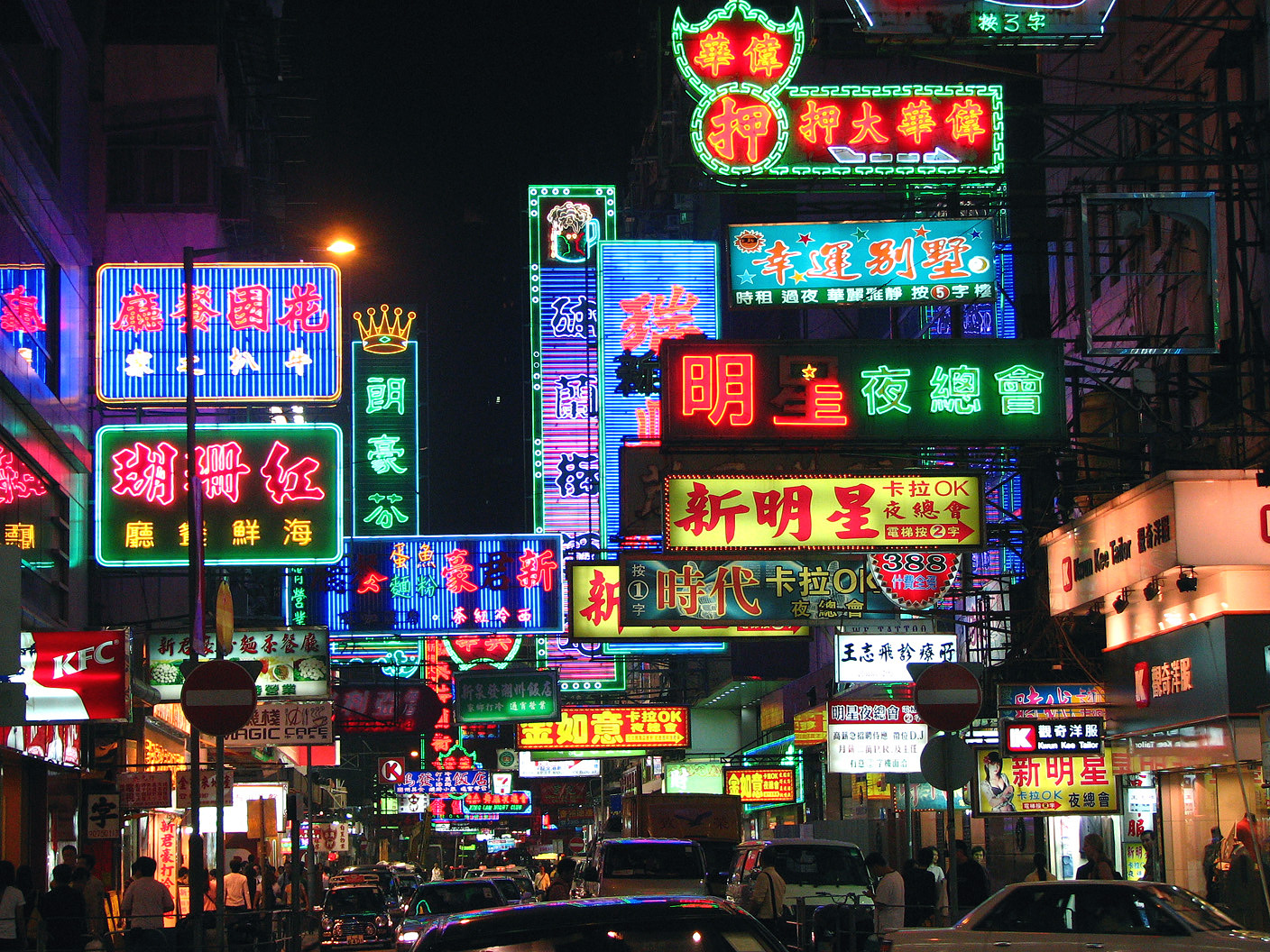
2007年的旺角砵蘭街，霓虹燈招牌的位置商户之間通常有互不遮擋的不明文規定

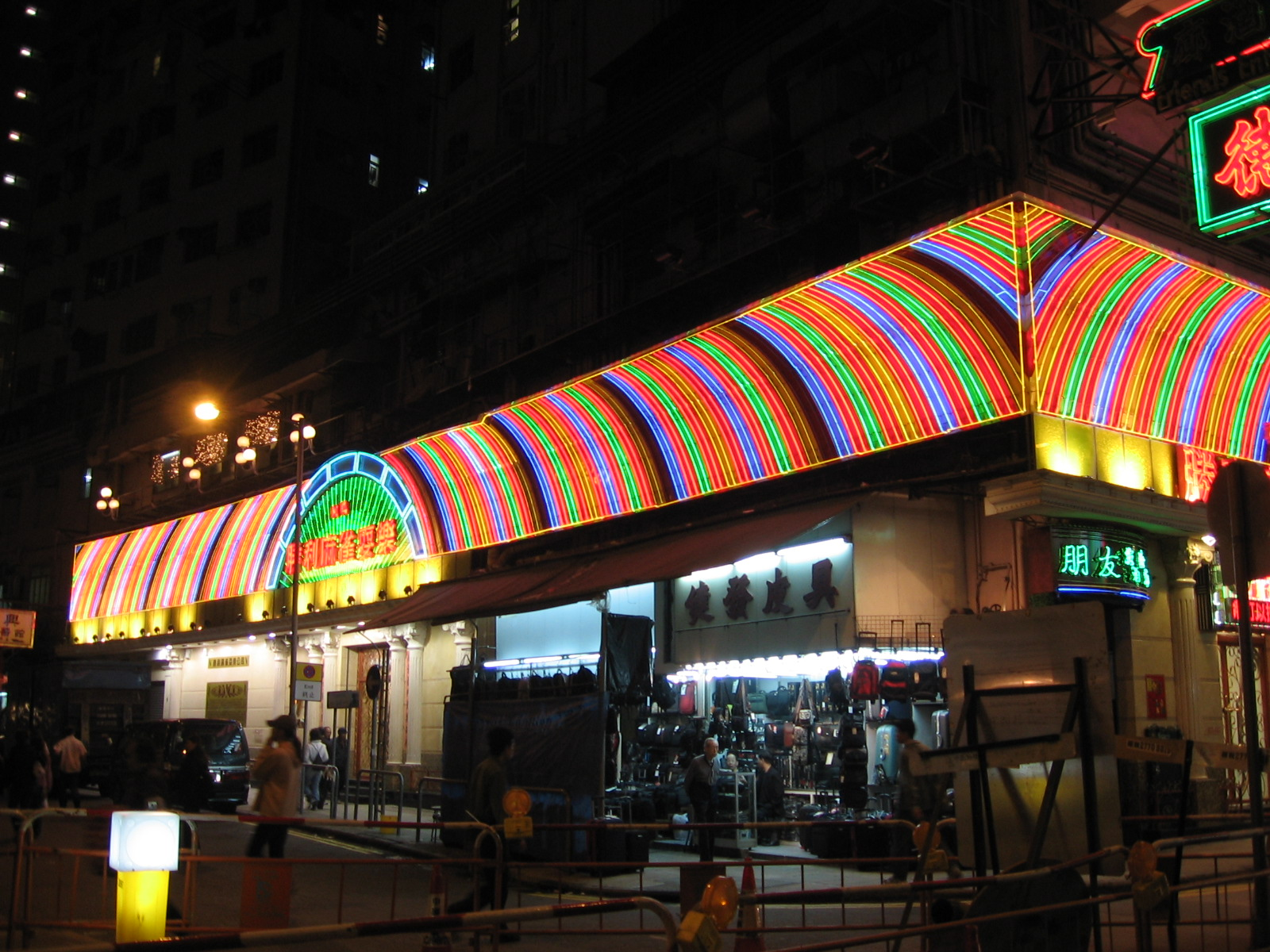
香港油麻地區內最大的霓虹燈招牌

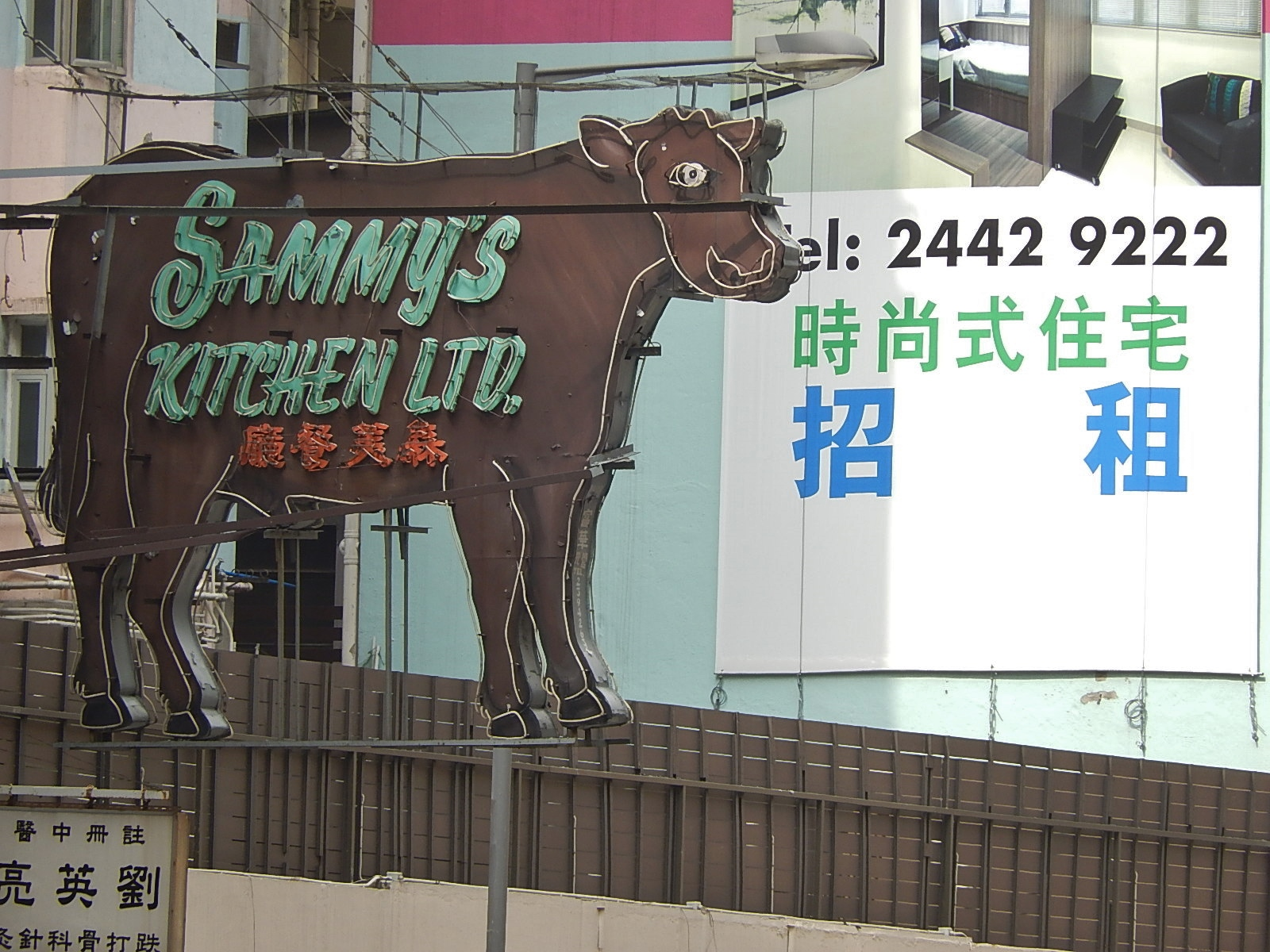
日間的霓虹燈招牌，可清楚看見上面的霓虹光管

### 文字勾線
文字勾線通常有兩種方法：「單勾」的霓虹光管按照文字筆劃，而「雙勾」以線條勾勒字的外框。
在香港，店舖多以雙勾用於名稱，再用單勾寫上服務內容或英文譯名，中文使用最多的字體分別有隸書、行書和楷書。

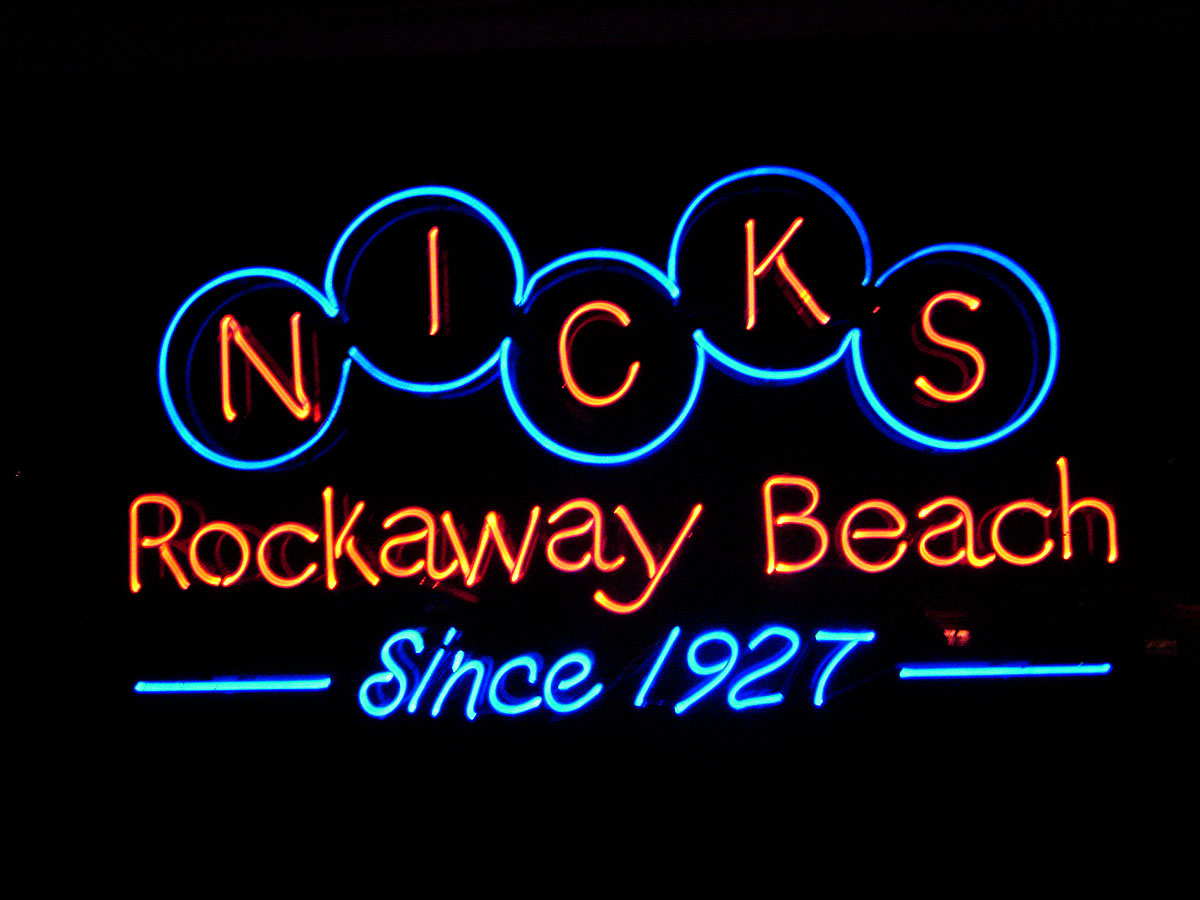
單勾
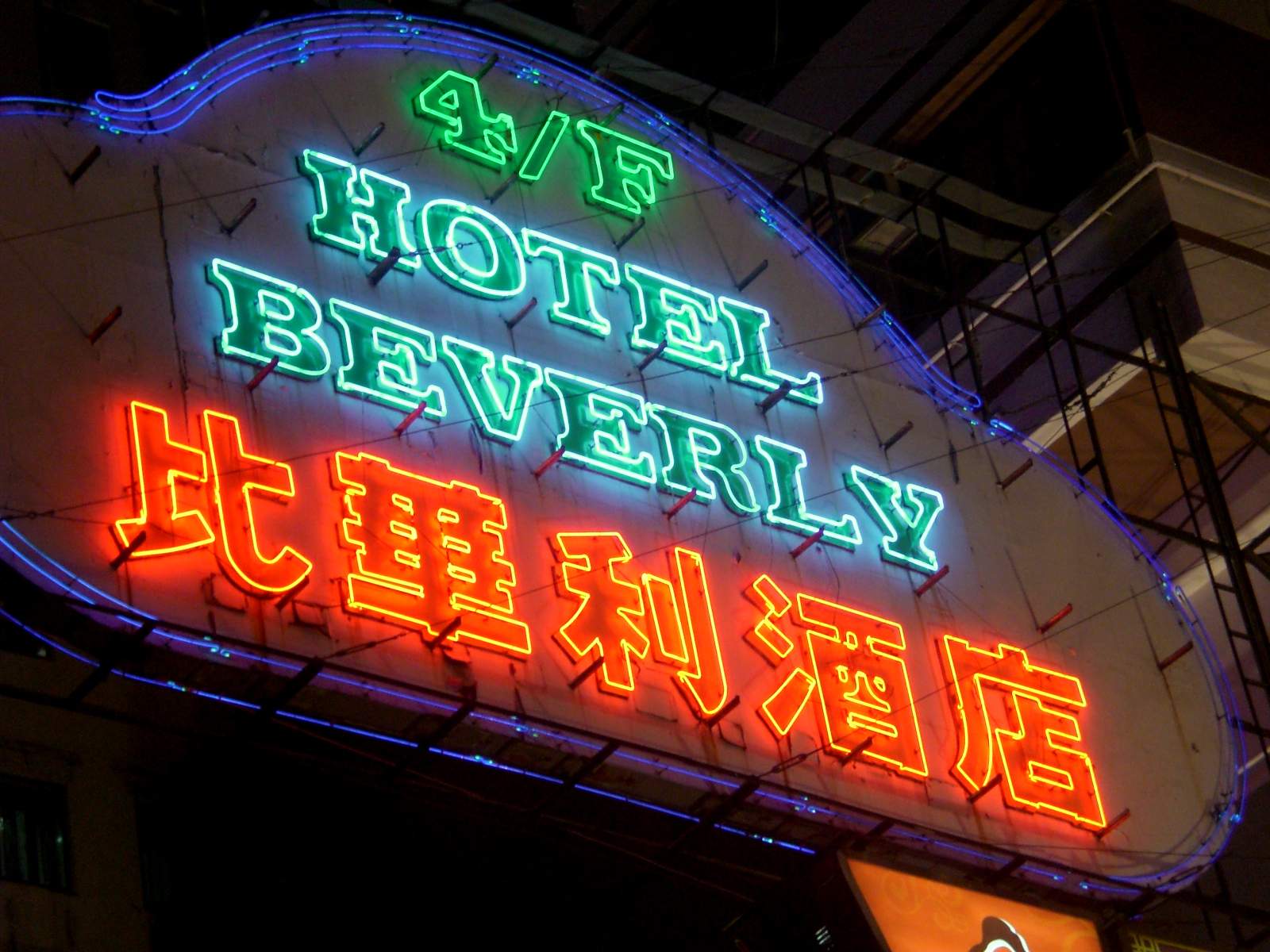
雙勾
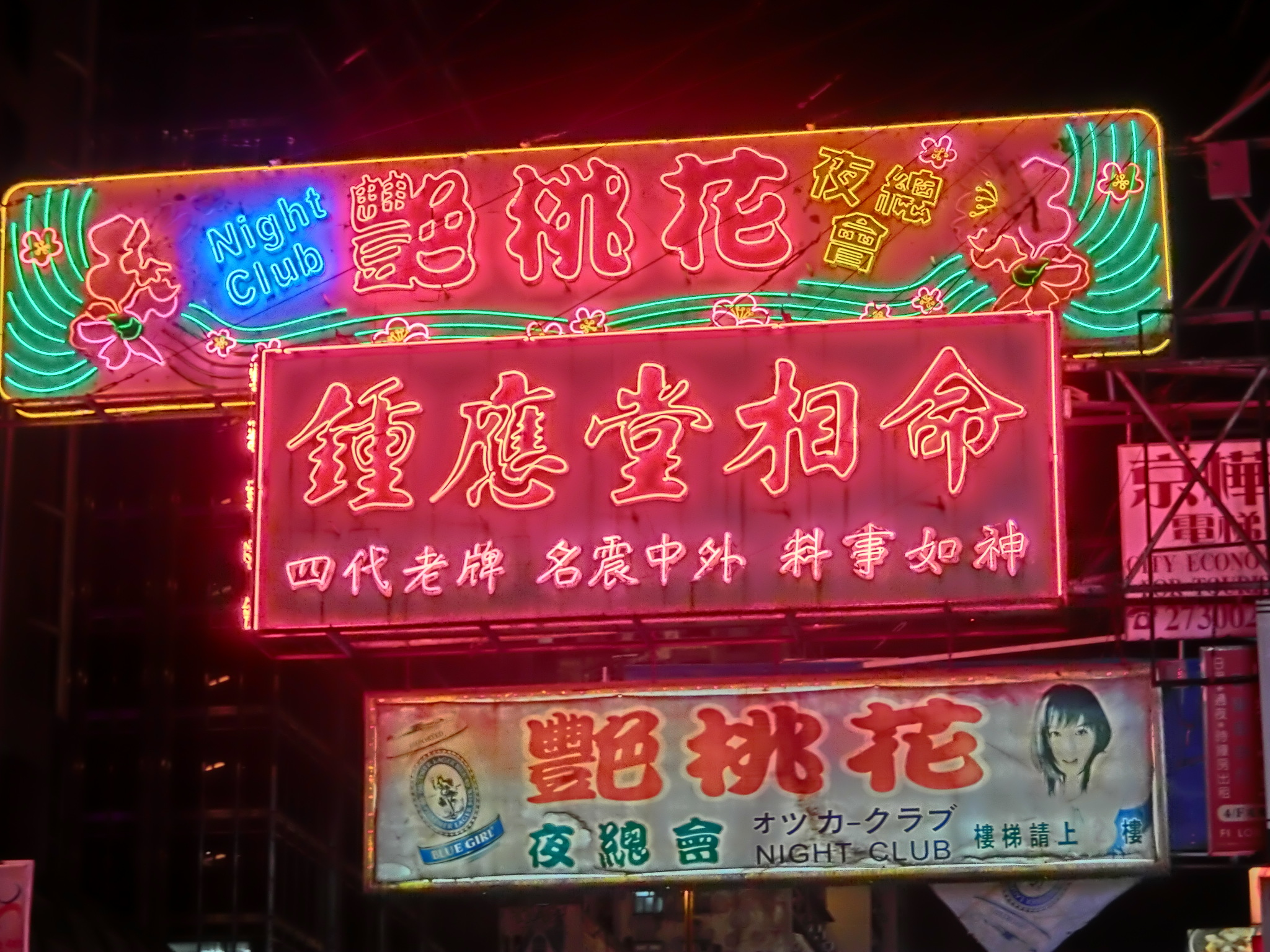
單雙勾並用

### 框內元素
框內除了文字外，空白位置或會加上幾何排列圖案，更可以隨着不同光管的閃動頻率造成動畫。
在香港，橫向書寫的中文字在招牌兩面通常在同一方向開始，即一面「香港茶樓」，另一面則寫作「樓茶港香」，情況類似鏡像。

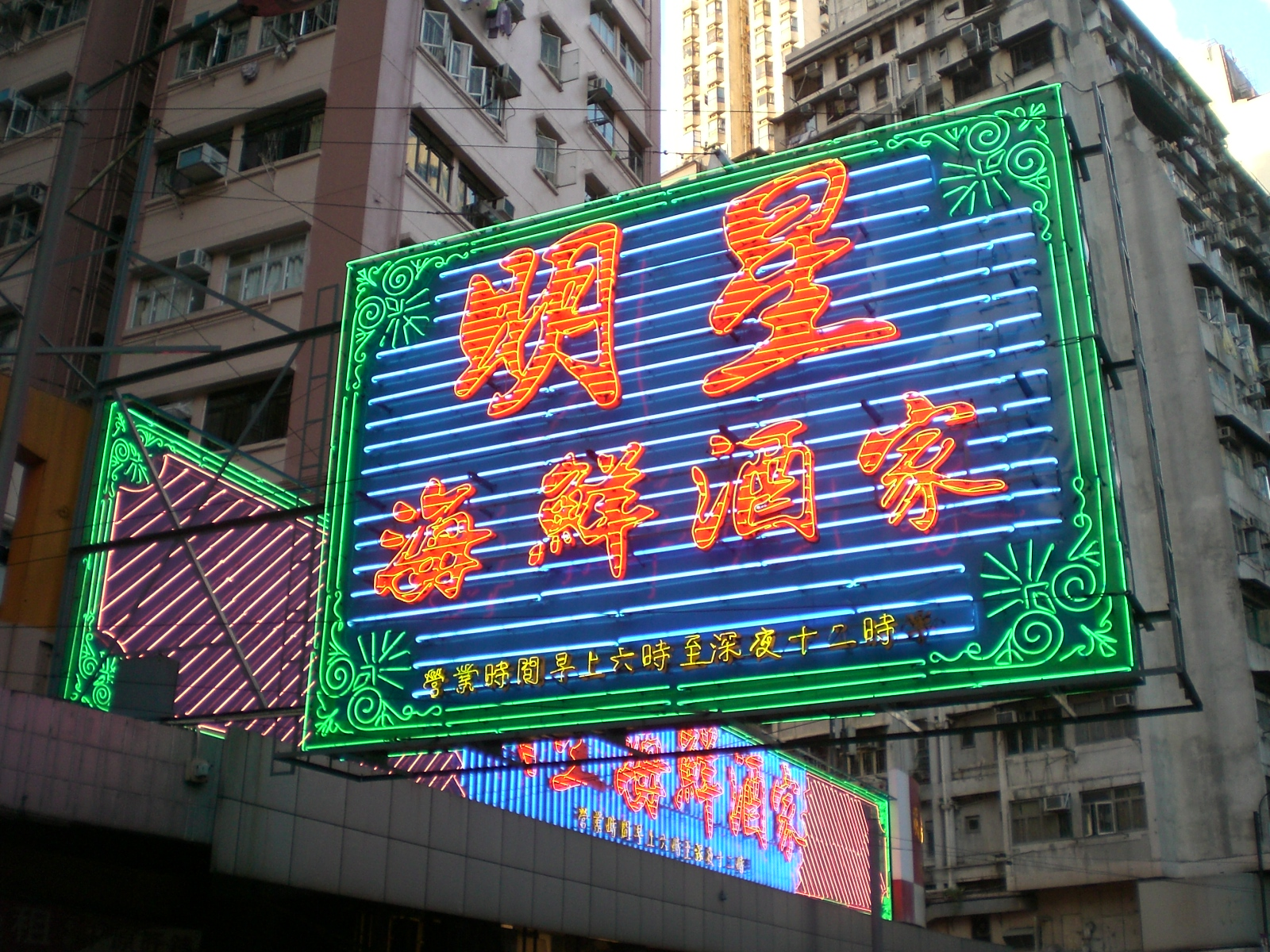
字內劃線
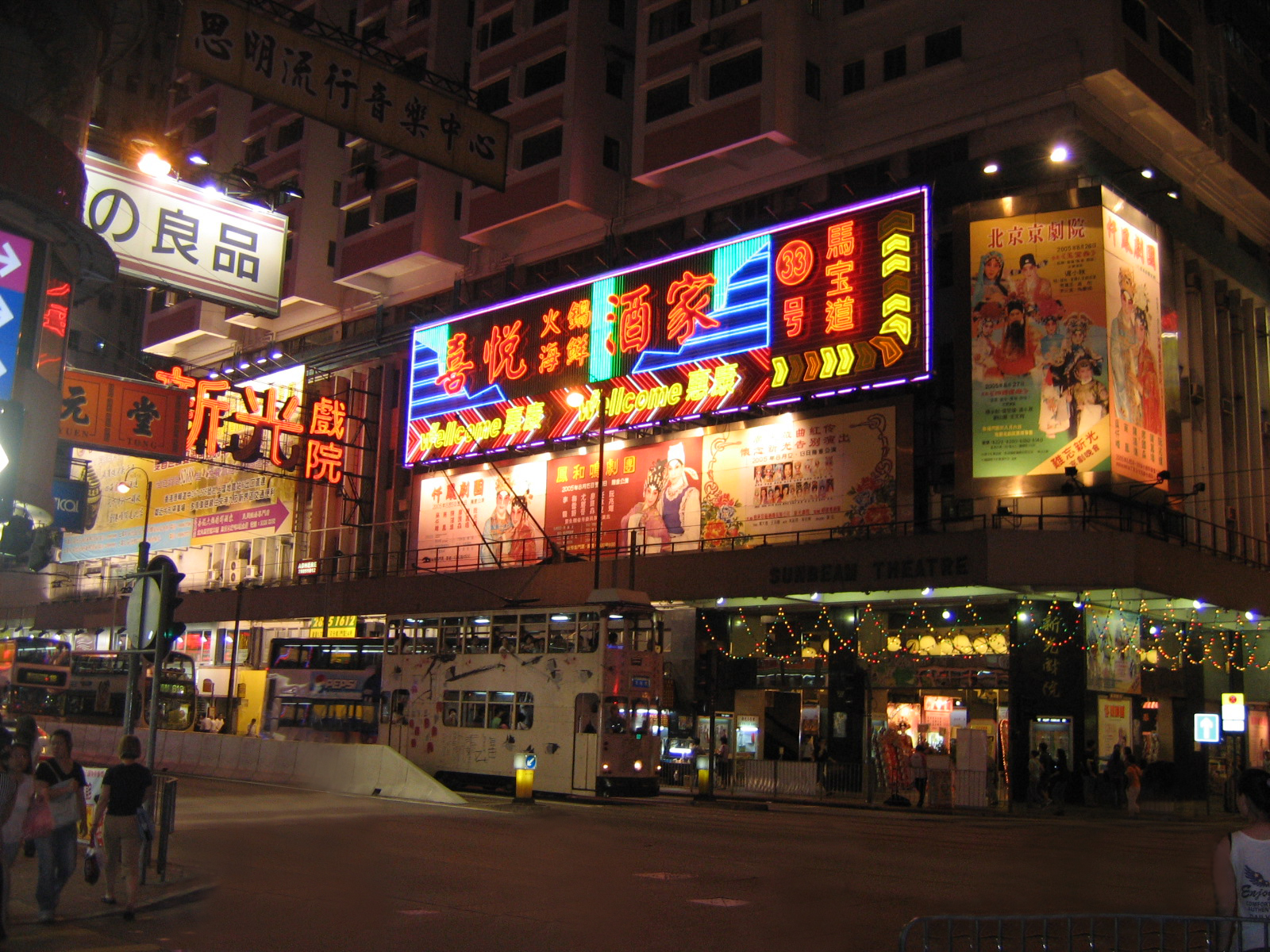
店舖位置及指示圖案
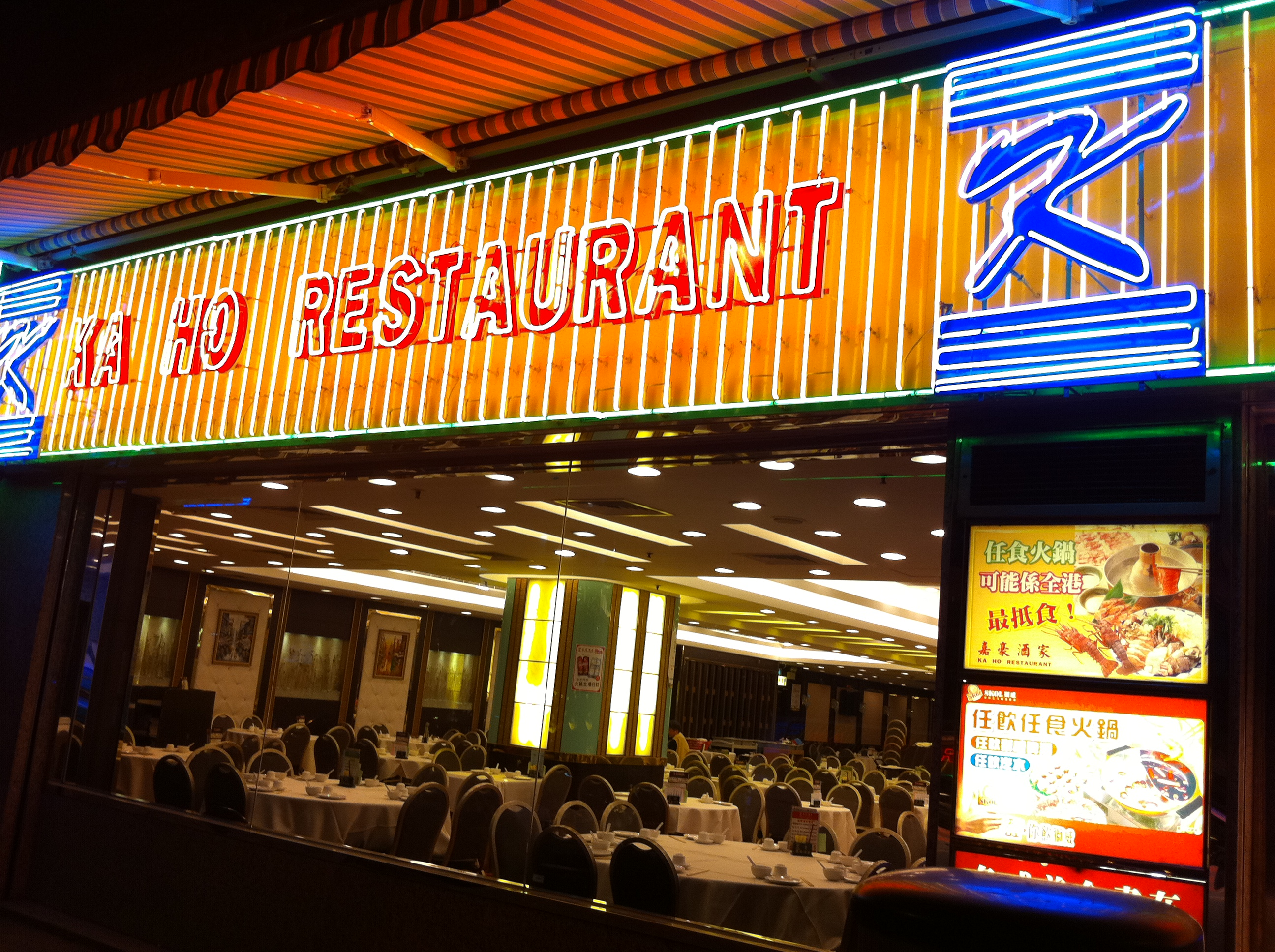
公司標誌

### 外框設計
招牌的邊界通常設外框，形狀各異，而且顏色有別於內框文字以作對比。外框亦未必單純用上直線，像押舖般就有複雜的線條。
在香港，招牌的角落或許會加有相關的圖案，如東南亞餐廳選用椰樹圖案為例。如果店舖名稱與動物有關，也會納入設計當中。

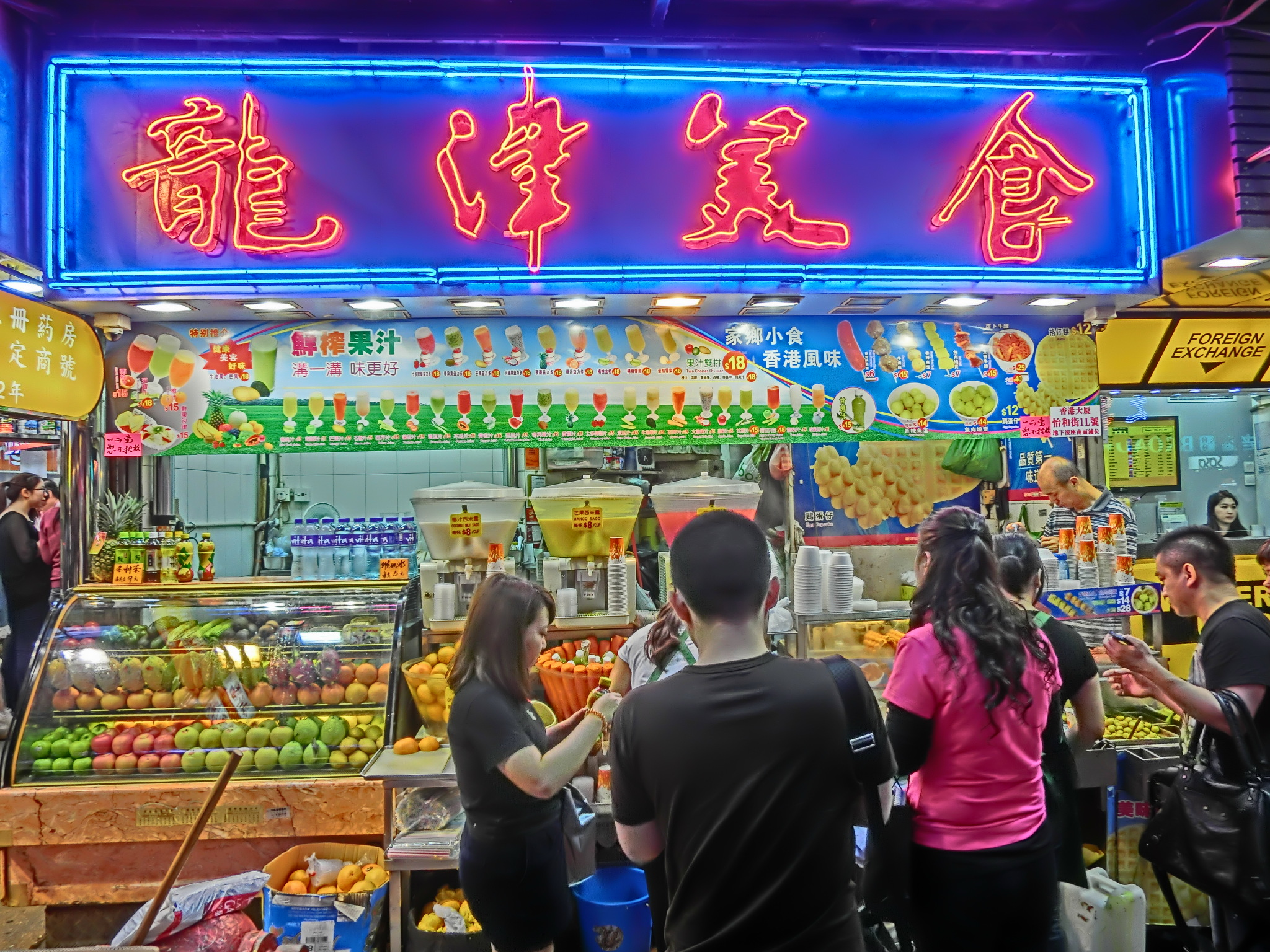
常見的雙線外框
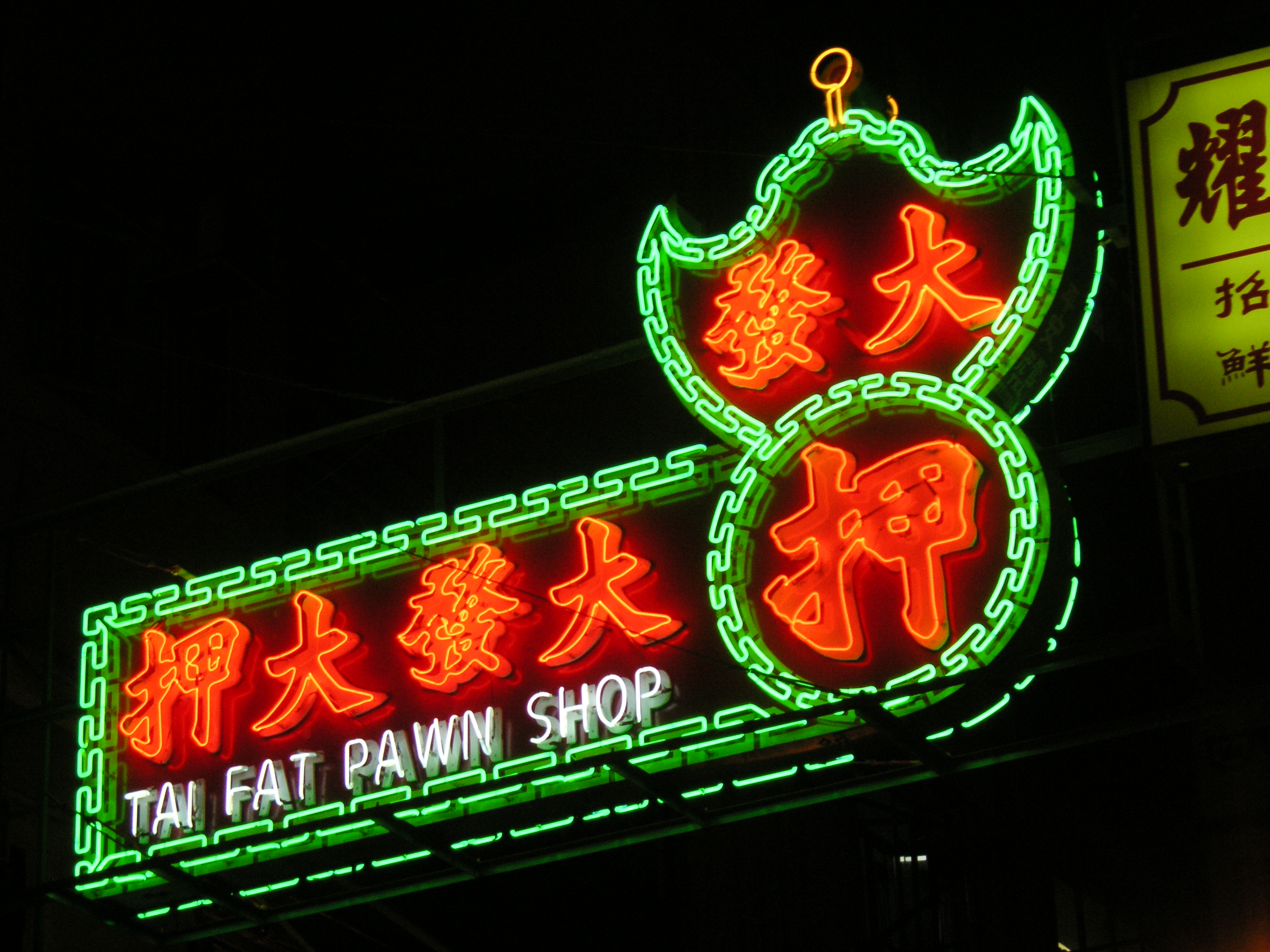
押舖獨有的外框
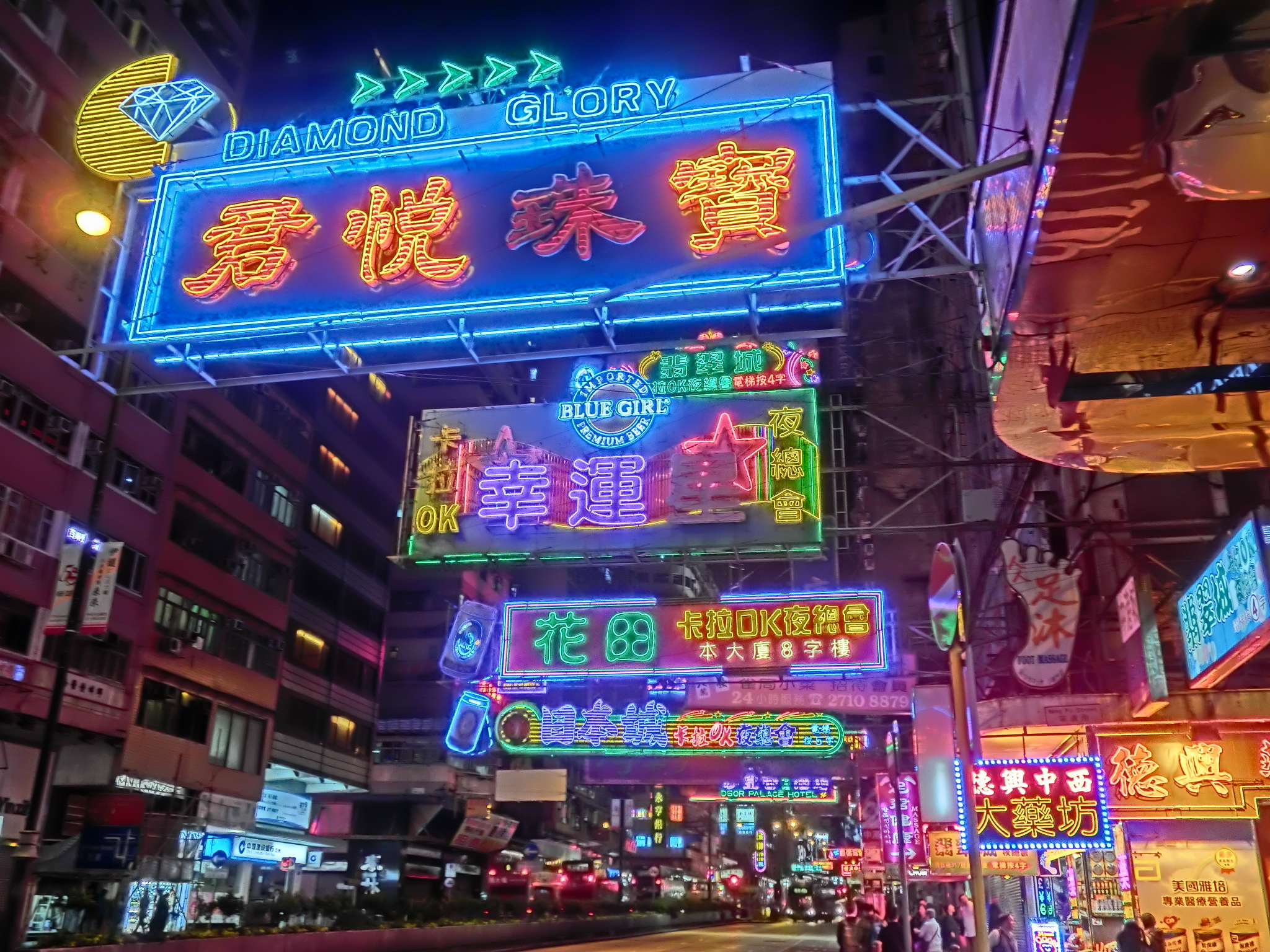
服務產品的圖案（例如啤酒）

### 安裝位置
招牌會因應城市的樓宇設計和街道佈局，選擇出能夠與行人和城市環境之間互動的展示方式。
在香港，在樓宇有三種常見安裝的位置，分別是在建築物上伸延、在建築物外牆以及在店面三大類。

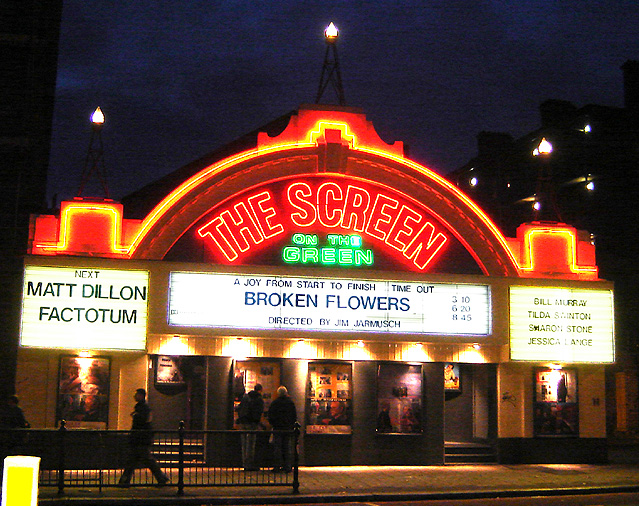
建築物外牆
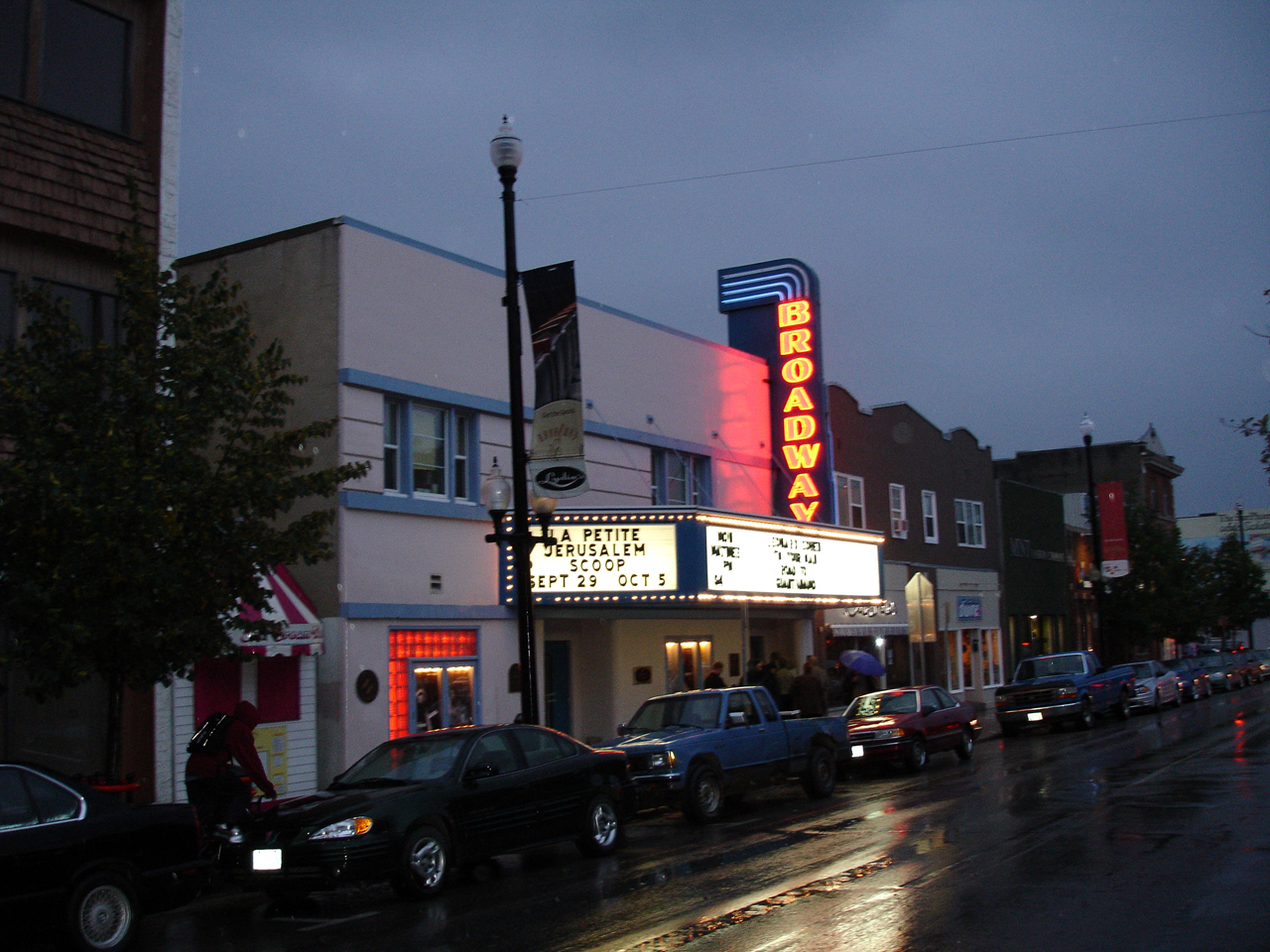
建築物上伸延
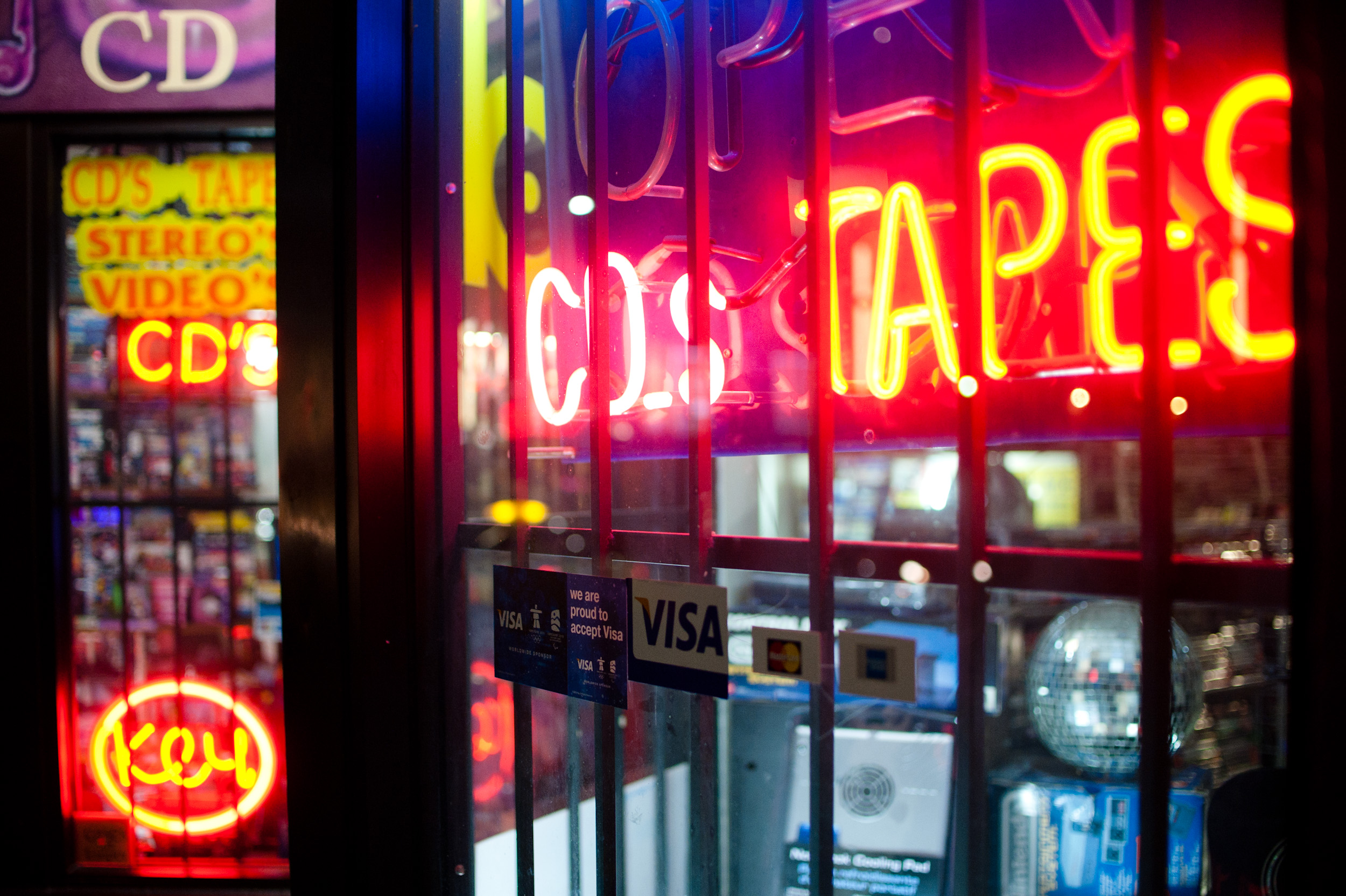
店面

## 城市与霓虹灯
霓虹灯在20世纪的广泛应用，也成为了一些城市的特色标志。

### 巴黎
1910年12月，發明家佐治·哥迪在巴黎車展首次展示了霓虹燈。
1913年，世上第一個霓虹燈招牌由一位巴黎髮型師在蒙馬特大道擁有，上面寫有 Palais Coiffeur 的光管。

### 東京
1926年，日比谷公園裏安裝了日本第一個霓虹燈招牌。
1964東京奧運後，國內對戶外霓虹燈招牌的需求大增。除了1973年石油危機，往後的霓虹燈生產隨經濟發展而倍增，到1990年代達到頂峰之後明顯減少。

### 上海
1926年，上海成為中國內出現首個霓虹燈招牌的地方。1920年代至1930年代，上海的商業活動頻繁，同時租界使該地接觸西方技術，令煤氣燈及電燈得以較早普及，譬如1930年代的南京路已經佈滿霓虹燈的招牌廣告。
後來，在1937年第二次中日戰爭爆發和1940年代國共內戰的情況下，不少上海的霓虹燈師傅基於社會動盪南下香港，攜帶技術、資金等繼續發展。

### 香港

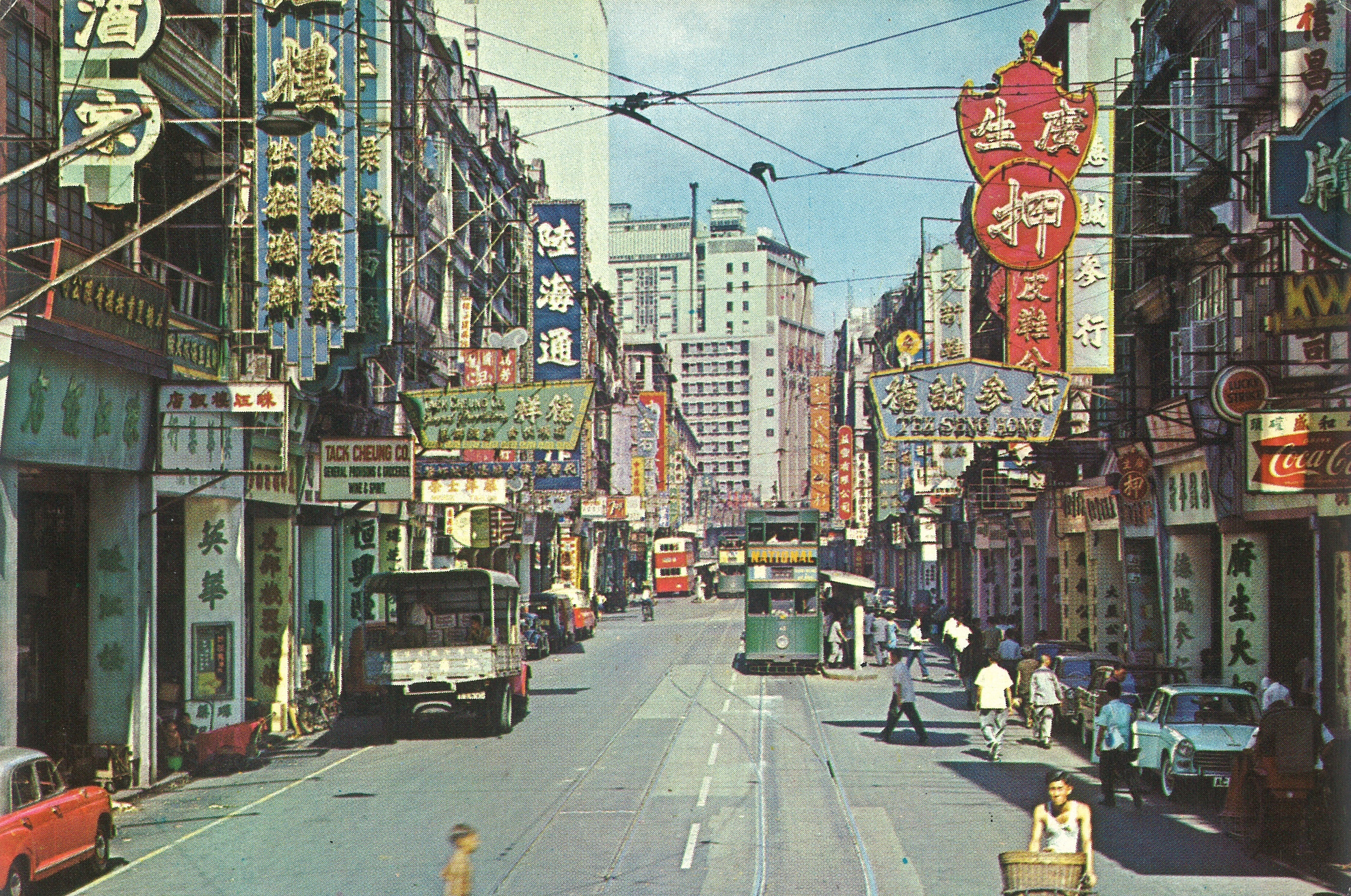
1960年代的德輔道中，唐樓林立

#### 背景
霓虹燈原本為西方的產物，但香港昔日殖民地的身份使到大眾接觸到這種外來傳入的技術，並將其加入本地的元素。
同時香港的地理形勢造就了稠密的市區，高密度的樓宇加上狹窄的街道，唐樓和綜合用途建築物的「下舖上居」建築結構，讓一個一個的霓虹燈招牌從牆身伸延至馬路，組成有層次的景觀，相比起其他城市較獨特的街道面貌。

#### 文化象徵
霓虹燈招牌的街道景觀源於各個商舖不同的招牌設計，而當時政府沒有刻意規管亦無規劃，使商戶可以大小、形狀、高度等任意發揮，跟競爭者爭艷鬥麗。
這景觀不但代表香港，尤其經濟起飛年代時被冠以「東方之珠」的稱號，後來更引申到數碼龐克的科幻題材，作為一個未來反烏托邦城市的視覺元素。這種蘊含亂中有序的理念亦出現於香港另一個曾經存在過的地方：九龍寨城，兩者均啟發不少科幻故事的背景。
霓虹灯繁荣映衬了香港1960至1980年代的发展，在许多摄影师，如 Nick DeWolf、Greg Girard 的记录中出现。

#### 行業興衰
以前適逢香港製造業蓬勃，加上霓虹燈招牌大行其道，相關行業亦得以受惠。現在已退休，曾經在創辦於1953年的「南華霓虹燈電器廠有限公司」擔當霓虹燈師傅的劉穩指出，香港1970至1980年代的霓虹燈訂單幾乎做不完，當時每一個霓虹燈都是訂製，比起今時大量生產的招牌，對家庭生意和小本經營的店舖更有意義。當大部份工廠北移，本地生產成本相對昂貴，更甚是霓虹燈的式微，使寫字師傅、霓虹玻璃光管師傅、招牌安裝師傅等在香港都成為夕陽行業。

#### 式微與滅亡
香港在二戰後經濟發展迅速，加上霓虹燈為當時較前衛的科技，不論大小公司都以此作為宣傳方式，數量於1980至1990年代達到高峰，不過相反近年有減無增，可歸納以下原因：

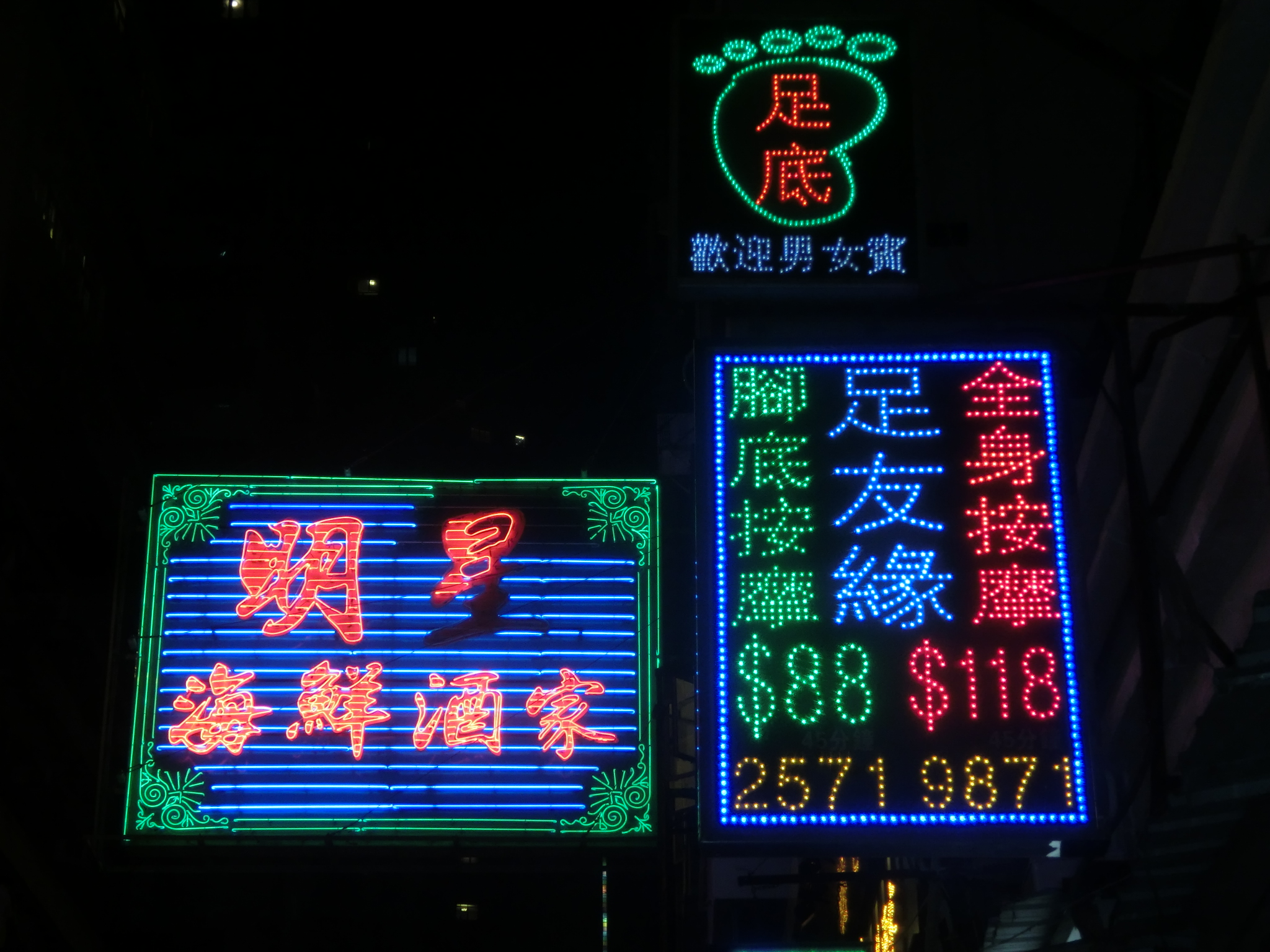
霓虹燈（左）和 LED（右）

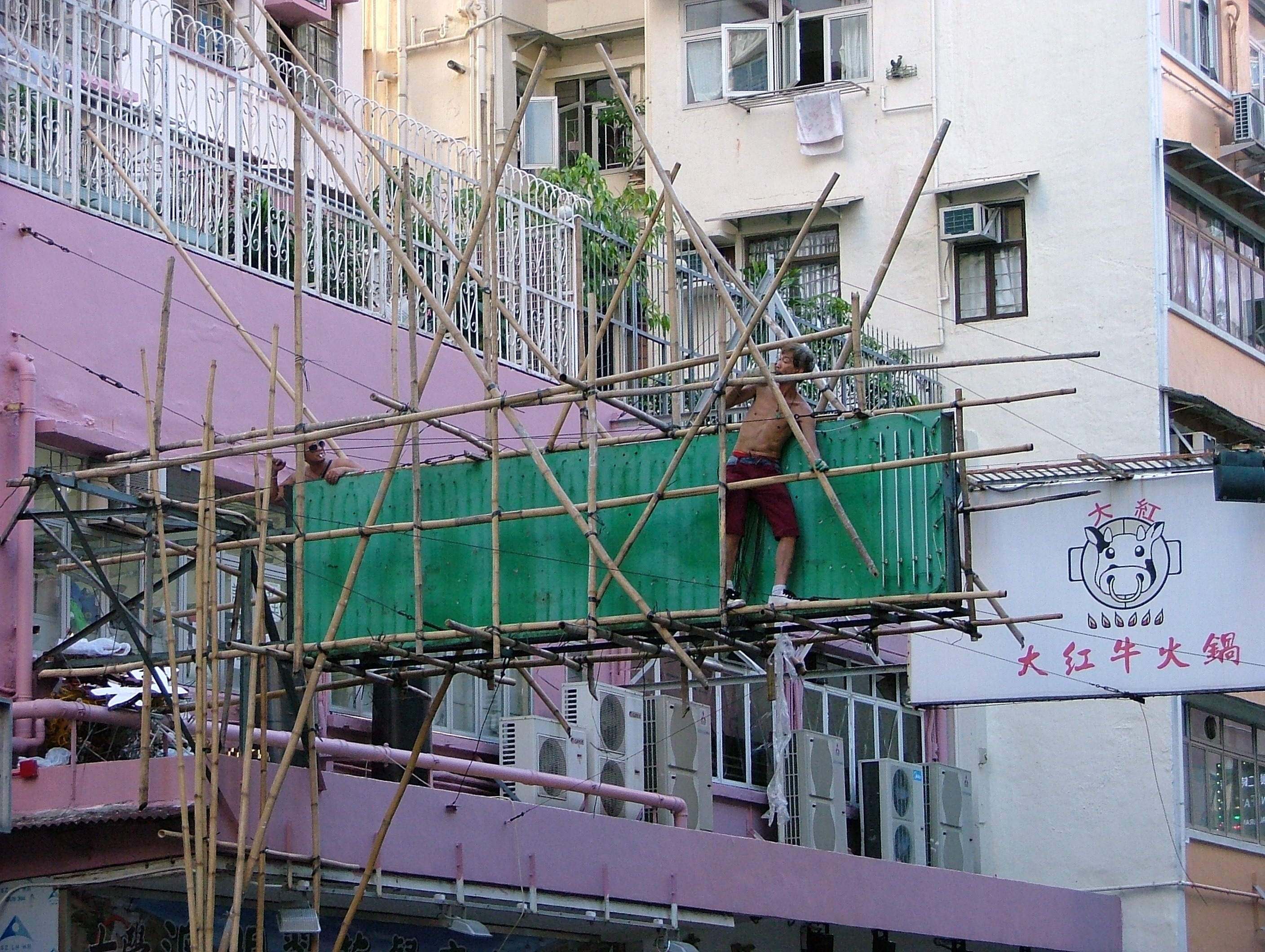
一塊以搭棚方式拆卸的霓虹燈招牌

1. 技術方面：LED 的出現提供更便宜和省電的選擇[14]，讓不少店舖在添加新招牌或更換招牌時用上此照明方式吸引顧客
2. 建築方面：霓虹燈多見於較早發展的港島和九龍地區，但舊區逐漸面臨樓宇老化和重建，適合懸掛招牌的唐樓會拆卸，而新式建築外牆未預留空間，同時發展商亦未必願意出租相關的位置予店舖
3. 模式方面：互聯網的普及，令宣傳方式更廣泛和流通，不必要借助大型的招牌作招徠；同時網上購物的出現取代了實體店，部份商品以更直接方式售賣，亦無機會掛上招牌
4. 政策方面：2010年政府全面實施「小型工程監管制度」，新制度下的招牌不能自外牆伸出多於4.2米，離地不能少於3.5米。未經屋宇署批准或根據規定均屬違例，當局將發出清拆令要求拆除[24]。無數已成地標的霓虹燈招牌因此遭到拆除，例如深水埗的「信興酒樓」招牌及西環森美餐廳自1977年豎設的「Sammy's Kitchen」牛形霓虹招牌[25]
5. 租金方面：香港的舖租日益昂貴，店舖未能長期保留相同位置加上昂貴成本，減少製作招牌的意欲；就算有了招牌，如果日後需要搬遷亦要承擔額外費用[26]
6. 疫情方面：香港在2020年初開始的2019冠狀病毒病疫情[27]，使依賴本地及遊客消費的零售及飲食行業均受顧客減少而影響[28]，加上部份指定場所需為保持社交距離而關閉，甚至開業較悠久而仍掛有招牌的店舖都處於結業潮中，當中包括灣仔春園街的「大金龍」麻雀館、銅鑼灣波斯富街的「蛇王二」[29]及旺角西洋菜南街的「維珍尼亞賓館」[30]等等[31]。

自2010年起，每年約有3,000個被屋宇署評為危險的招牌被要求拆去，至今已有逾九成的霓虹燈招牌在香港的鬧市中消失。單計油尖旺區 ，由2015年至2018年11月四年間，總共有803個招牌擁有人承諾會遵從屋宇署的《小型工程監管制度》，或已經完成拆除工程。

### 哈瓦那
加勒比海岛国古巴，首都哈瓦那在20世纪中期也经历过霓虹灯繁荣，但在1959年卡斯特罗的古巴革命后，许多营业性场所关闭，使得霓虹灯招牌数量下降；之后美国贸易禁令也使得整体景气不再。伴随社会结构转变，哈瓦那也开始了霓虹灯的复苏迹象。

### 各地街道霓虹景觀

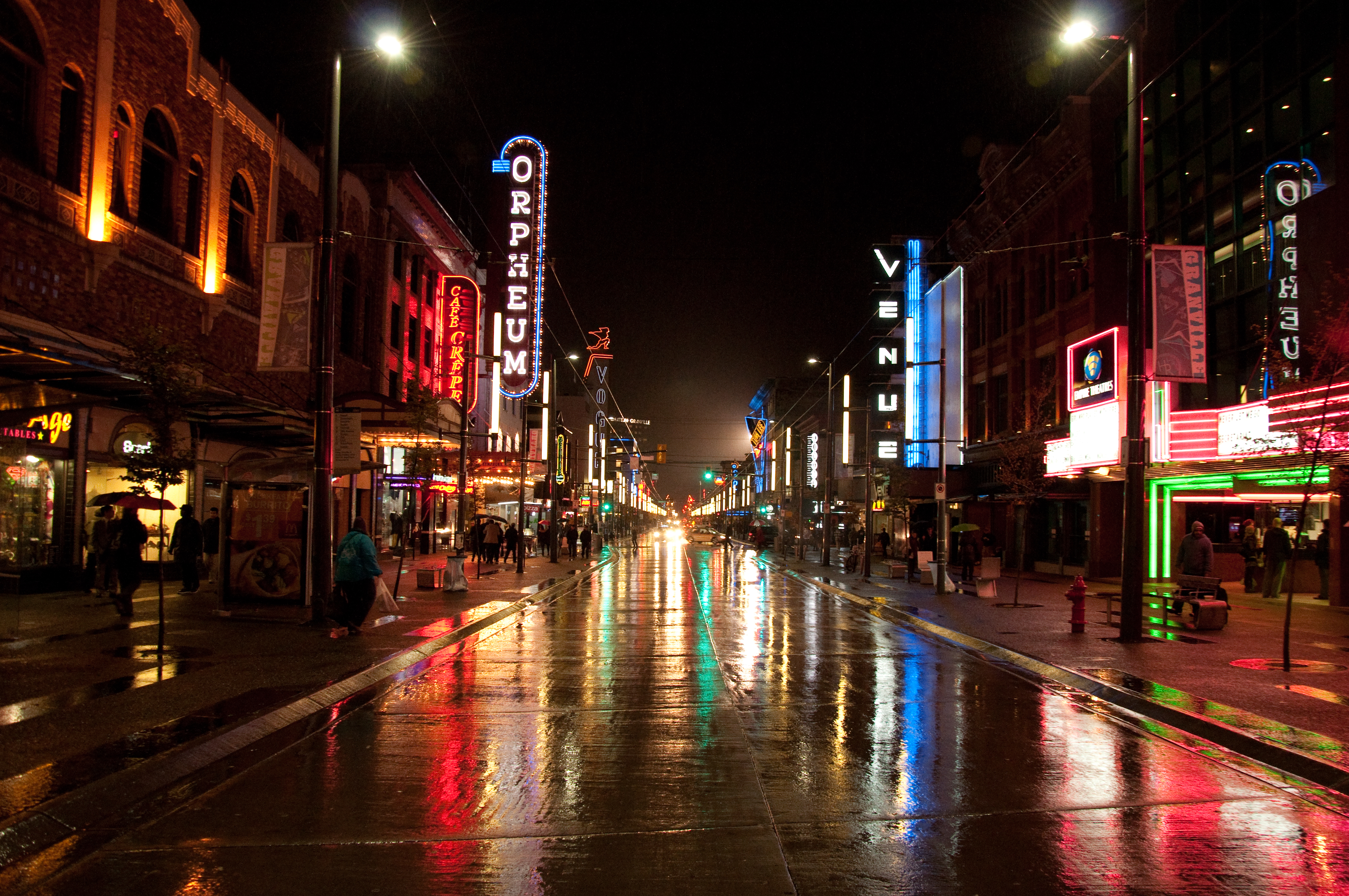
加拿大溫哥華固蘭湖街（2010年）
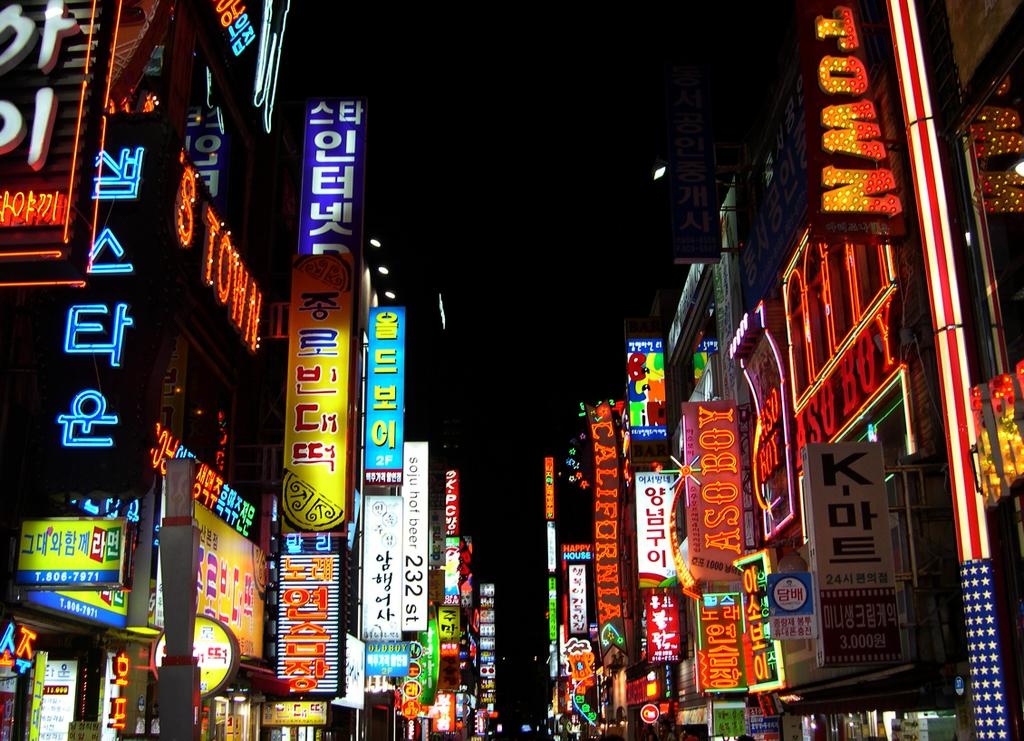
韓國首爾江南區（2004年）
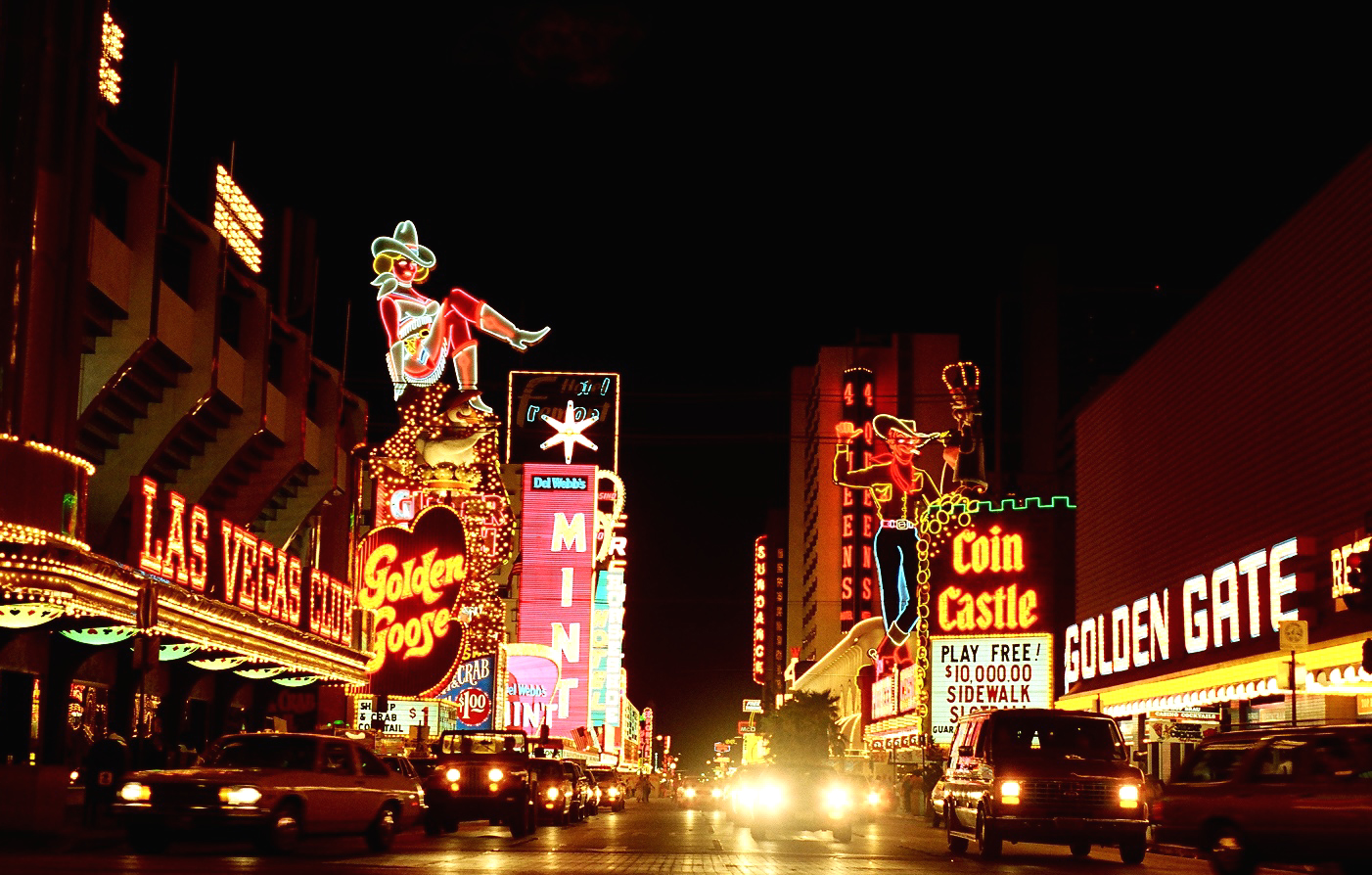
美國拉斯維加斯佛蒙街（英语：Fremont Street）（1986年）
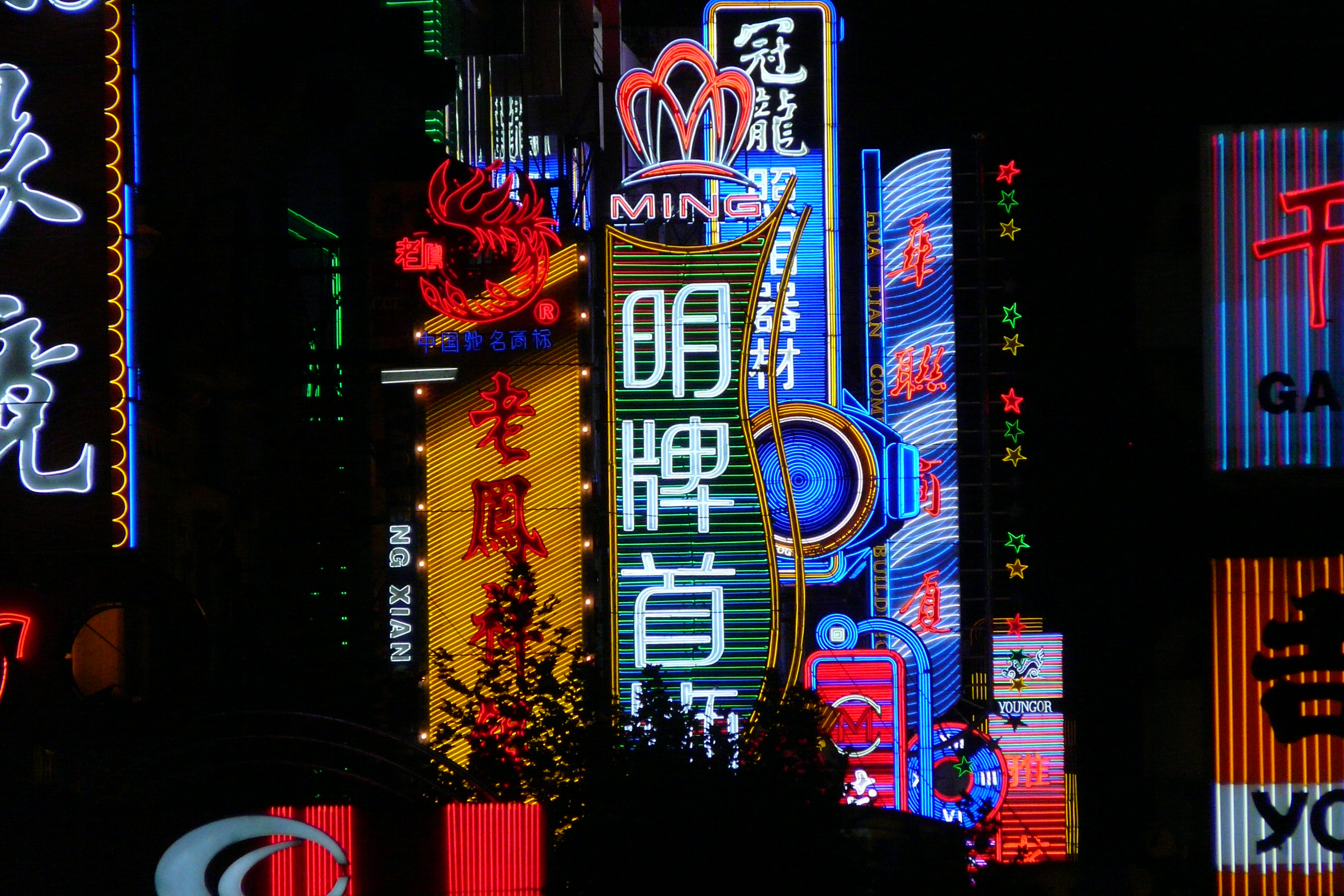
中國上海南京路（2009年）
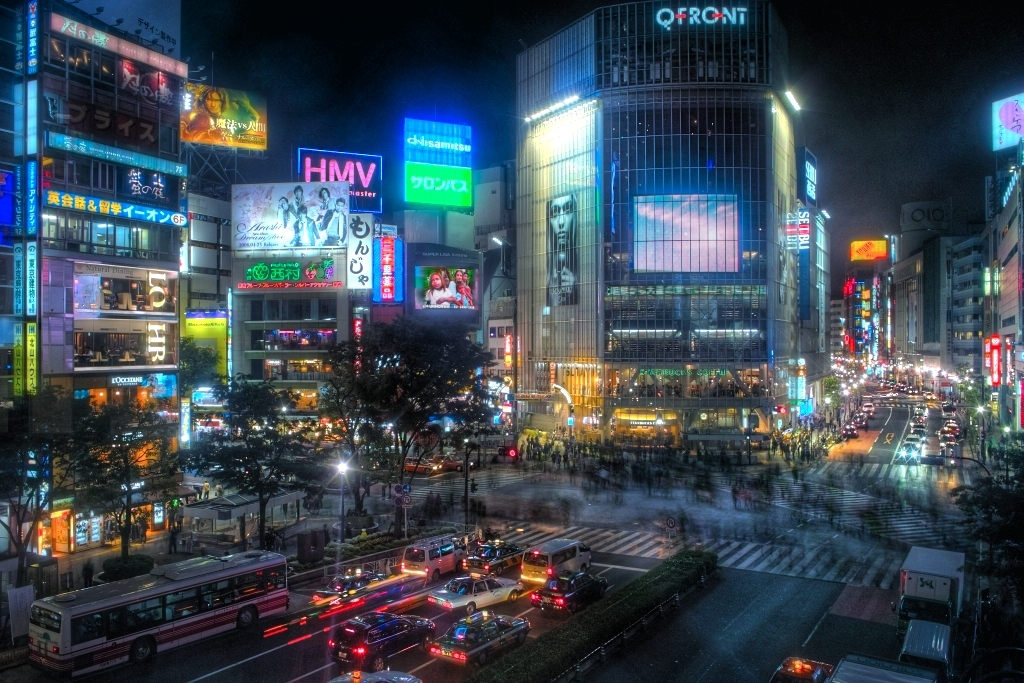
日本东京涩谷（2008年）

## 世界紀錄

### 健力士世界紀錄
健力士世界紀錄曾記載世界上面積最大的霓虹招牌，以下為歷年打破紀錄的例子：
1973年
- 香港彌敦道與加士居道交界，普慶戲院外牆之「樂聲牌」霓虹招牌[35]，紅白兩色，樓高20層，由樂聲牌港澳區總代理信興集團建造[36]，南華霓虹燈電器廠有限公司負責製作[37]，用4,000多支霓虹光管組成，於1995年拆卸

1980年代
- 香港「萬寶路」香煙霓虹廣告牌（大小：210英尺 x 55英尺）[38]

1982年
- 香港銅鑼灣伊利莎伯大廈天台的「星辰表」霓虹招牌，由總代理太平洋行建造，明華光管公司負責製作，組成的霓虹光管共有3英里長[39]，於1990年代由「Panasonic」霓虹招牌取代並列為當時世界上最長的霓虹招牌[40]，到2021年再被更換作同樣設計的 LED 招牌[41]

1993年
- 香港上環林士街多層停車場「三九胃泰」霓虹招牌，其橫跨建築物兩面外牆，上面寫有「999 San Jiu」字樣，組成的霓虹光管共有13公里長[40]

1999年
- 香港的一座巨龍霓虹招牌（大小：299英尺x 151英尺）[38]

## 文化作品

### 電影
- 1964年：中国大陆在改革开放前，以大规模的霓虹灯隐喻资产阶级的纸醉金迷，其中以电影《霓虹灯下的哨兵》为代表[43]
- 1982年：科幻題材的赛博朋克分支，其视觉作品通常出现大量霓虹招牌，如电影《银翼杀手》，也使得霓虹招牌成为其标志性的象征
- 1994年：導演王家衛執導的電影《重慶森林》中曾選用不少香港霓虹街道作場景[44]
- 2023年：《燈火闌珊》

### 音樂
- 1987年：達明一派歌曲《今夜星光燦爛》以霓虹燈光描寫香港城市的繁華璀璨，同時隱喻九七回歸的前景問題[45]，其音樂影片亦以街道的霓虹招牌作背景

### 攝影集
- 2002年：Keith MacGregor 《Neon Fantasy （页面存档备份，存于）》[46]
- 2014年：夏永康「我的霓虹城市系列」《被遺下 （页面存档备份，存于）》[47]
- 2014年：Romain Jacquet Lagreze《HK Neon Signs （页面存档备份，存于）》

## 紀錄與保育

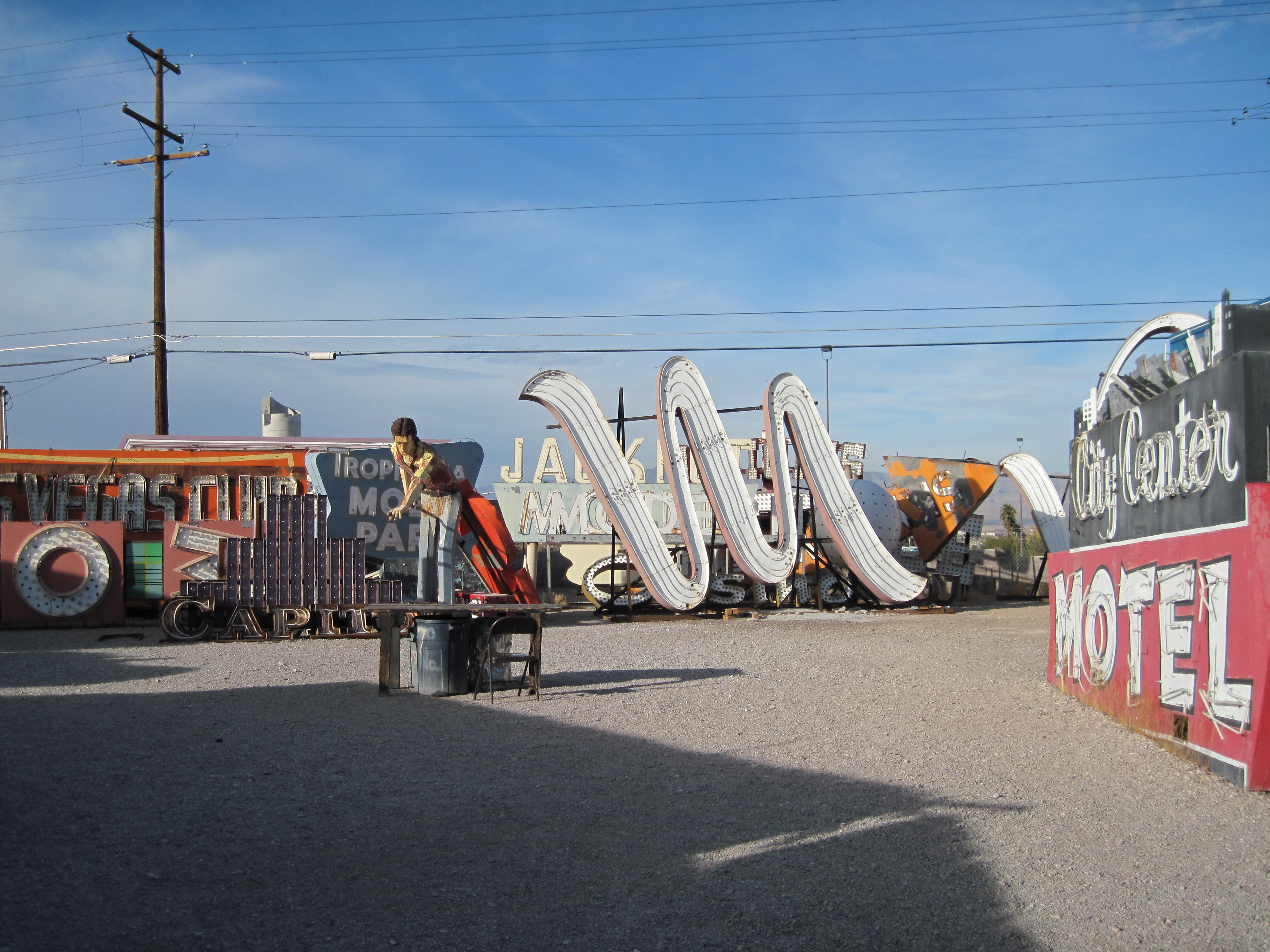
拉斯維加斯霓虹博物館的「霓虹墓地」

### 拉斯維加斯
位於美國內華達州拉斯維加斯的霓虹博物館（Neon Museum），成立於1996年，旨在收集、保留、研究和展示標誌性的拉斯維加斯霓虹燈招牌。展館內收藏數個從賭城大道和賭城市中心獲得並完成修復的招牌，令它們得以繼續運作；另外設有一個名為「霓虹墓地」（Neon Boneyard）的戶外展覽空間，入面收集超過150個退役的霓虹燈招牌。

### 香港
2015年

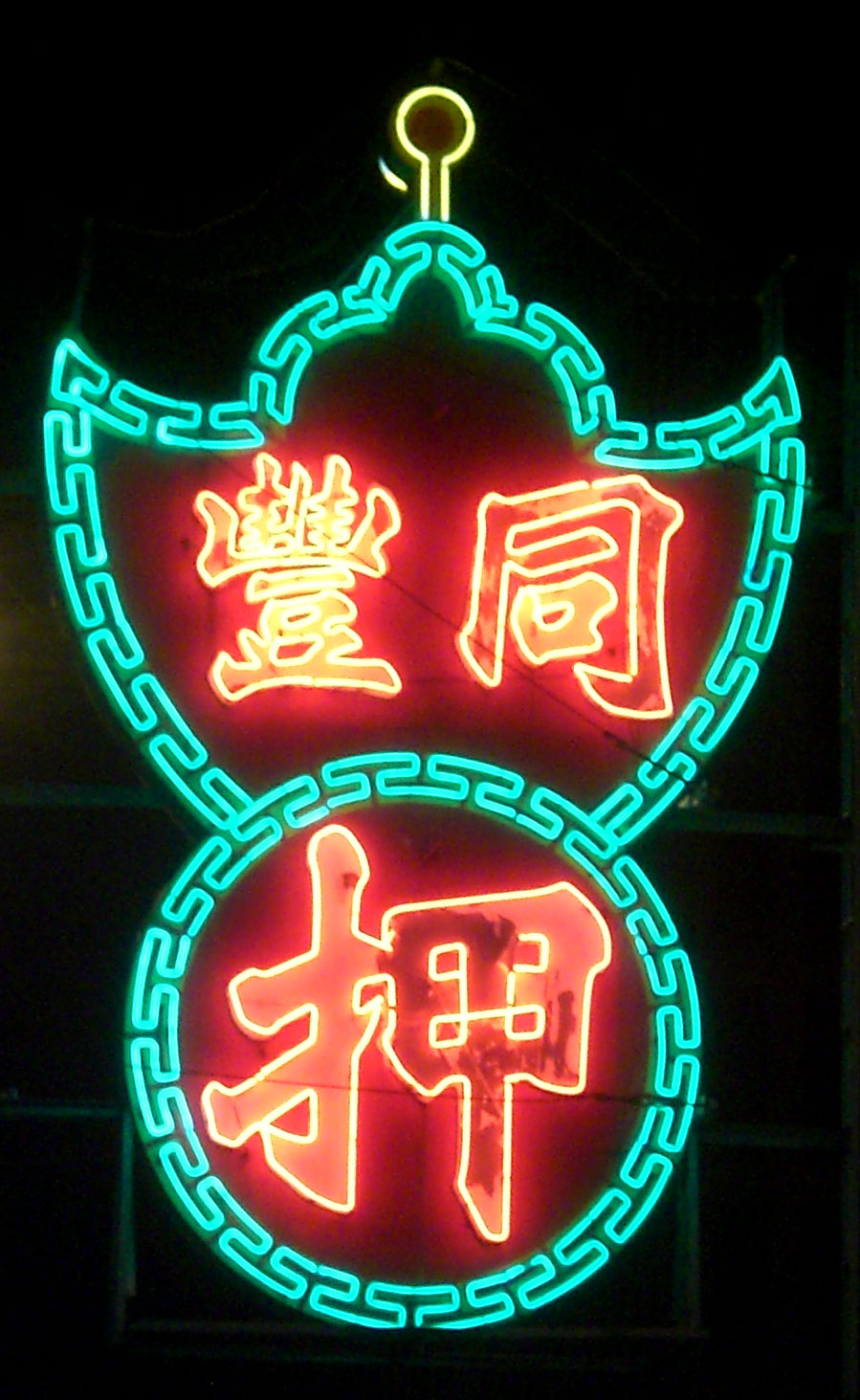
常見於港澳的「蝠鼠吊金錢」霓虹燈押舖招牌：
上半部份象徵蝙蝠，取其諧音；
下半部份形似錢幣，喻意利潤

西九文化區與 Google 虛擬博物館合辦「NEONSIGNS.HK探索霓虹」網上體驗項目，推出了「霓虹香港－電照不夜城 （页面存档备份，存于）」及「香港霓虹招牌今昔 （页面存档备份，存于）」數碼展覽，是次為 Google 首次拍攝夜間霓虹燈街景圖。此外，M+視覺文化博物館表示會把少量清拆後的街頭霓虹招牌收為館藏，目前就分別有兩塊來自深水埗「信興酒樓」和西環「森美餐廳」。
2017年
長春社文化古蹟資源中心獲香港賽馬會資助，透過社區文化遺產保育計劃出版籌備近兩年的《城市字海 – 香港城市景觀研究 （页面存档备份，存于）》，並舉辦導賞團及展出多位工匠的字體工藝作品。
2018年
理工大學設計學院助理教授郭斯恆出版《霓虹黯色：香港街道視覺文化記錄》一書，過程中走訪了香港15條主要馬路和40多條街道，記錄了超過500多個霓虹燈招牌。
2019年
北角油街實現舉行小型懷舊霓虹燈展覽「城街．招牌」，由建築師馮達煒及麥憬淮組成的招牌保育組織「街招 streetsignhk」籌備，其中有一間放滿霓虹字體的200呎鏡房。
法籍攝影師 Romain Jacquet-Lagrèze 推出名為「城市詩意」的個人企劃，把所拍攝下的霓虹招牌相片印到瓷磚上，於灣仔及尖沙咀 K11 Musea 旗艦店旗艦店發售。
2020年
非牟利機構「霓虹交滙 （页面存档备份，存于）」年中成立，以觀察記錄霓虹燈招牌的製作和保育為目的，同時舉辦各類展覽及工作坊。其首個大型項目為拆除並保留佐敦白加士街的翠華餐廳巨型招牌，總經理陳倩雯當時負責聯絡各方（包括招牌下方的小巴站負責人）協調溝通，最後工程順利完成。

### 台東
2016年經歷尼伯特風災後，為了鼓勵招牌受損的店家，台東縣政府推動「小招牌大景觀」計劃重建街道景觀。建築管理科會取締並限期改善不符合建築法規的招牌，縣府亦有預算補助部分有意重製符合規範的招牌的店家。

## 學術研究

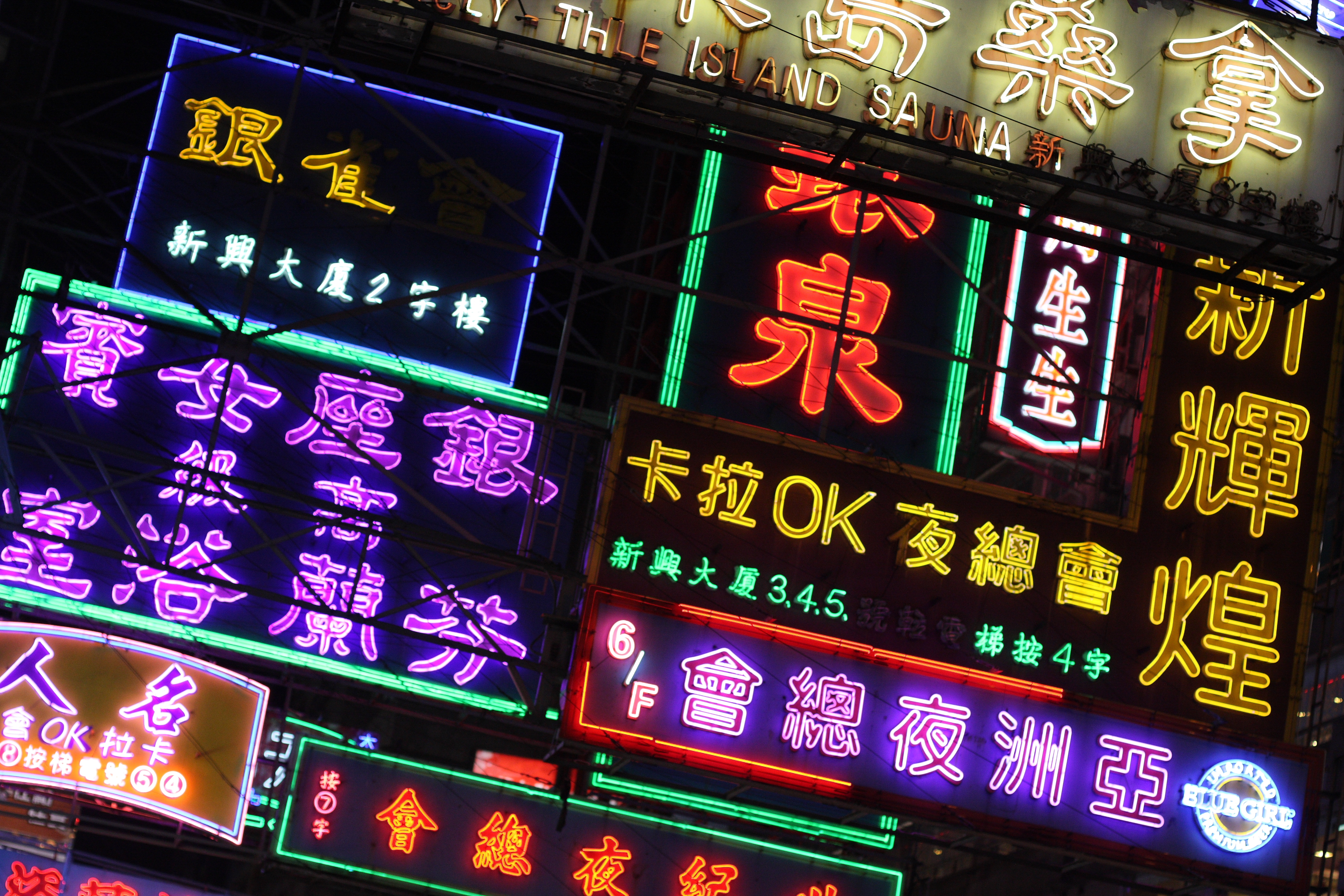
香港彌敦道上各行各業的霓虹燈招牌

早於1970年代，美國建築師 Robert Venturi、Denise Scott Brown 和 Steven Izenour 的著作《向拉斯維加斯學習》（Learning from Las Vegas），嘗試從空間的文字（textual）與視覺溝通（visual communication）元素探討當地本土建築，而非時人着重現代主義提倡的建築物本身。他們認為，相比無個性的盒子樓宇，以及人類活動移師到室內，招牌需要變得更大更誇張以吸引人注目，尤其當時拉斯維加斯是個以汽車主導的城市。所以書中提出，建築就是符號（sign），而這樣以溝通主導的建築概念被視為「反空間」（antispatial）。
近年，兩位對香港霓虹光管招牌感興趣的學者 Brian Kwok（郭斯恆）及 Anneke Coppoolse，認為霓虹光管招牌是香港獨有文化特色，決定透過 Designing the Spectacle 計畫，收集招牌，進行修復外，亦探究它們字款設計和製作過程，對其起源、 工藝及演變進行深入研究。
他們的研究發現香港霓虹燈比起其他地方不只限於娛樂場所，反而較多元化，並歸納為：
- 消遣類：酒吧、賓館、蔴雀館、按摩店、夜總會、桑拿、桌球中心
- 飲食類：茶餐廳、中式餐館、火鍋店、麵家、私房菜、海鮮酒家
- 商業類：服裝店、電器公司、購物商場
- 其他：中藥舖、押舖、茶室

## 外部連結
香港
- 香港霓虹燈招牌的圖像語言 （页面存档备份，存于） - 香港理工大學
- 《建築物條例》：安裝及維修廣告招牌指引（2004年） - 香港屋宇署
- 「霓虹香港 – 電照不夜城」、「香港霓虹招牌今昔」 （页面存档备份，存于） - Google 虛擬博物館